# STS-132
La STS-132 è una missione spaziale del Programma Space Shuttle, la 34ª per la Stazione spaziale internazionale e il volo di assemblaggio ULF4. Il lancio dell'Atlantis è avvenuto come previsto il 14 maggio 2010, mentre l'atterraggio ha avuto luogo senza rinvii il 26 maggio.
L'Atlantis ha trasportato sulla stazione il componente russo Rassvet (precedentemente noto come Mini-Research Module 1) e l'Integrated Cargo Carrier-Vertical Light Deployable (ICC-VLD).
L'equipaggio ha installato anche un braccio robotico costruito dall'ESA sul modulo russo, una estensione per il braccio robotico Dextre e sei batterie di riserva. La missione STS-132 sarebbe dovuta essere l'ultima per l'Atlantis, e al suo termine la navetta è stata preparata come shuttle di riserva, pronto alla partenza in caso di problemi critici nelle successive missioni STS-133 e STS-134, svolte rispettivamente dal Discovery e dall'Endeavour. Queste sarebbero dovute essere le ultime due missioni del programma Space Shuttle, tuttavia la NASA decise di aggiungere una ulteriore missione, la STS-135, come ultima missione del programma, e venne scelto come orbiter l'Atlantis.

## Equipaggio
| Ruolo                   | Equipaggio                              | Equipaggio                              |
| ----------------------- | --------------------------------------- | --------------------------------------- |
| Comandante              | Kenneth T. Ham, NASA Secondo volo       | Kenneth T. Ham, NASA Secondo volo       |
| Pilota                  | Dominic A. Antonelli, NASA Secondo volo | Dominic A. Antonelli, NASA Secondo volo |
| Specialista di missione | Michael T. Good, NASA Secondo volo      | Michael T. Good, NASA Secondo volo      |
| Specialista di missione | Garrett E. Reisman, NASA Secondo volo   | Garrett E. Reisman, NASA Secondo volo   |
| Specialista di missione | Piers J. Sellers, NASA Terzo volo       | Piers J. Sellers, NASA Terzo volo       |
| Specialista di missione | Stephen J. Bowen, NASA Secondo volo     | Stephen J. Bowen, NASA Secondo volo     |

## Statistiche della missione
- 163ª missione umana statunitense nello spazio
- 132ª missione Shuttle
- 107ª missione dopo il disastro del Challenger
- 19ª missione dopo il disastro del Columbia
- 31ª missione dell'Atlantis
- 34ª missione di assemblaggio della ISS
- 79ª lancio dal pad 39A

## Stemma
La missione STS-132 è il 32° volo dello Space Shuttle Atlantis, il cui scopo è stato l'installazione del modulo russo Mini Research Module (MRM-1) sulla Spazione Spaziale Internazionale. L'Atlantis ha trasportato anche una nuova antenna per le comunicazioni e un nuovo gruppo di batterie per uno dei pannelli solari della stazione. Nello stemma della missione è rappresentato l'Atlantis che vola verso l'alba, mentre si avvicina il termine del programma Space Shuttle. Tuttavia, il sole annuncia un nuovo giorno che sorge per la prima volta su un nuovo modulo, l'MRM-1, che è chiamato anche "Rassvet", la parola in russo per "alba".

## Missione
- In febbraio 2010 è stata completata l'installazione dei Space Shuttle Main Engine (SSME) su Atlantis[2]
- L'External Tank (ET 136) ha iniziato il suo viaggio di 1.400 km dalla NASA Michoud Assembly Facility di New Orleans, in Louisiana, il 24 febbraio 2010.[3] Il 1º marzo il serbatoio è stato portato nel Vehicle Assembly Building (VAB).
- Il 29 marzo il serbatoio esterno è stato attaccato ai solid rocket boosters.
- Il 13 aprile Atlantis ha compiuto il suo rolled out dal suo hangar (orbiter processing bay 1) verso il VAB.[4]
- Il payload della missione è arrivato al Pad 39A il 15 aprile.

### Carico della missione

#### Modulo Rassvet (MRM 1)

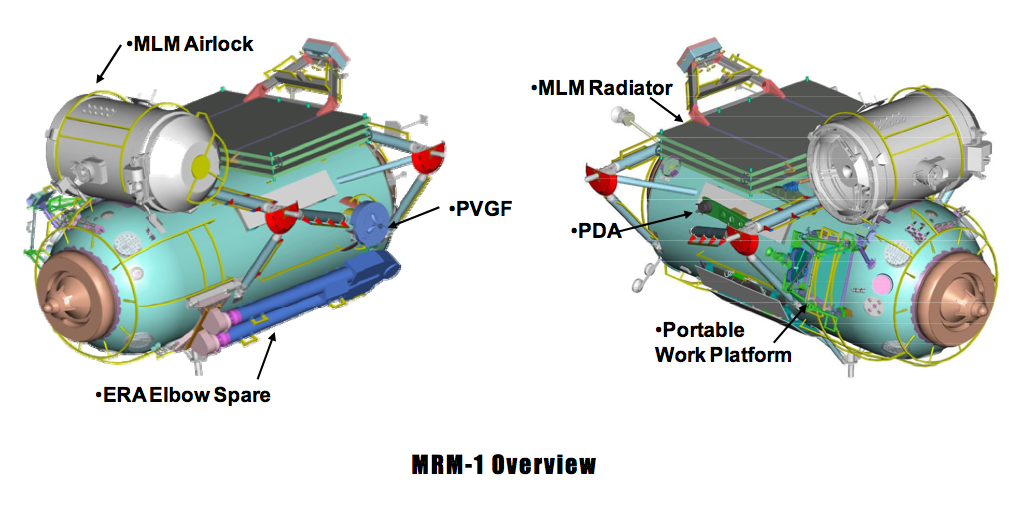
Modulo MRM-1 Rassvet

La missione STS-132 ha trasportato sulla stazione spaziale il modulo Rassvet. Il modulo, il cui nome significa "alba" in russo, è stato costruito dalla azienda aerospaziale russa RKK Ėnergija. Il modulo è giunto al Kennedy Space Center (KSC) a bordo di un aereo cargo Antonov 124 il 17 dicembre 2009 alle 13:00 EST.. Successivamente è stato trasportato in una struttura a Cape Canaveral per prepararlo al lancio sullo Shuttle.
All'interno del modulo sono state inseriti materiali e componenti come un airlock e uno radiatore per lo scambio di calore da installare sul modulo Nauka, che verrà lanciato successivamente, un componente di ricambio e una piattaforma da lavoro portatile per lo European Robotic Arm (ERA). Il volume del modulo disponibile per stivare i materiali e gli strumenti per gli esperimenti scientifici è 5 m³. Il modulo contiene un aggancio esterno standard per poter essere afferrato e spostato tramite il braccio robotico della stazione spaziale.

#### Integrated Cargo Carrier-Vertical Light Deployable (ICC-VLD2)
A bordo dell'Atlantis è stato portato un Integrated Cargo Carrier-Vertical Light Deployable (ICC-VLD2), un modulo in alluminio per il trasporto di materiali, lungo 2,4 m, largo 4,0 m e del peso a vuoto di 1 200 kg. L'ICC-VLD2 conteneva un'antenna in banda Ku chiamata Space to Ground Antenna (SGANT), una piattaforma Enhanced Orbital replacement Unit (ORU), sei batterie di ricambio per la stazione spaziale e un Video and Power Grapple fixtures (PVGF). Le nuove batterie hanno sostituito quelle presenti nel segmento P6. L'ICC-VLD2 è stato utilizzato per riportare a Terra le vecchie batterie.
L'ICC–VLD2 è stato agganciato al centro della stiva di carico dello Shuttle sia per il lancio che per il rientro.

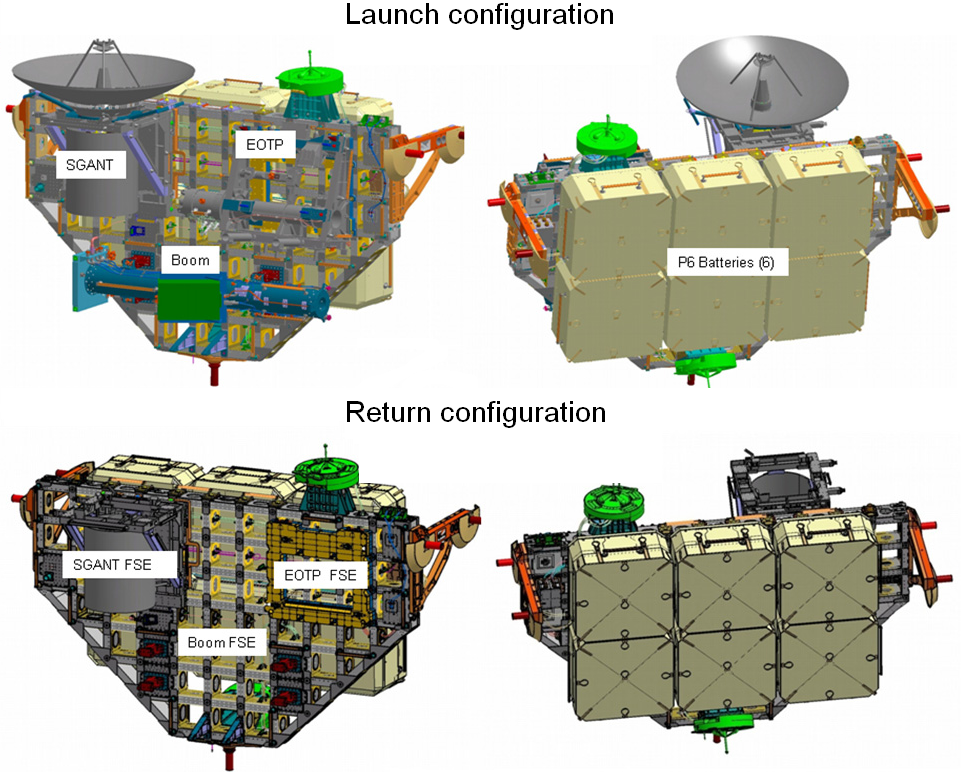
L'ICC-VLD2 nelle configurazioni di lancio e di ritorno
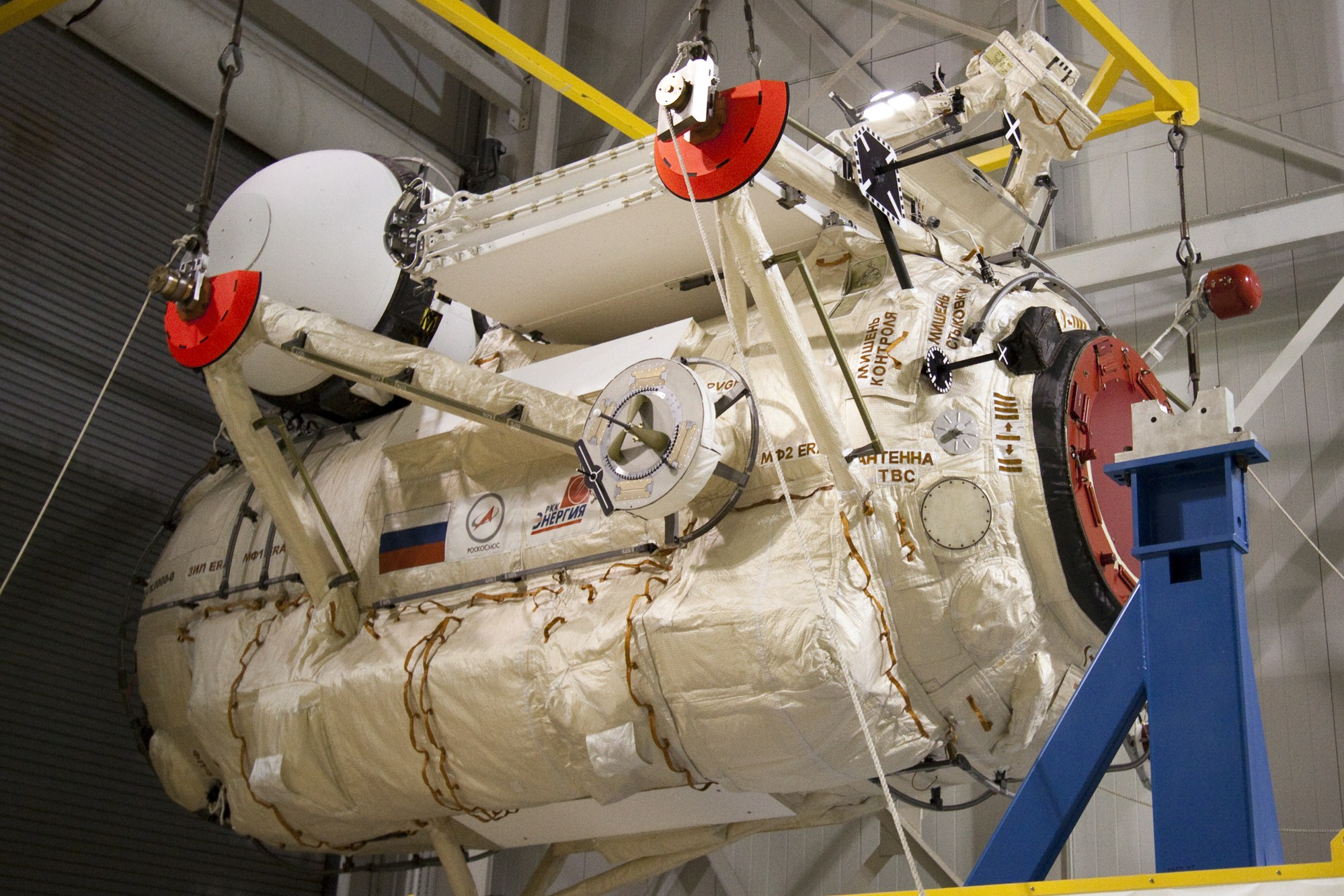
Il modulo Rassvet nella Space Station Processing Facility (SSPF) al Kennedy Space Center
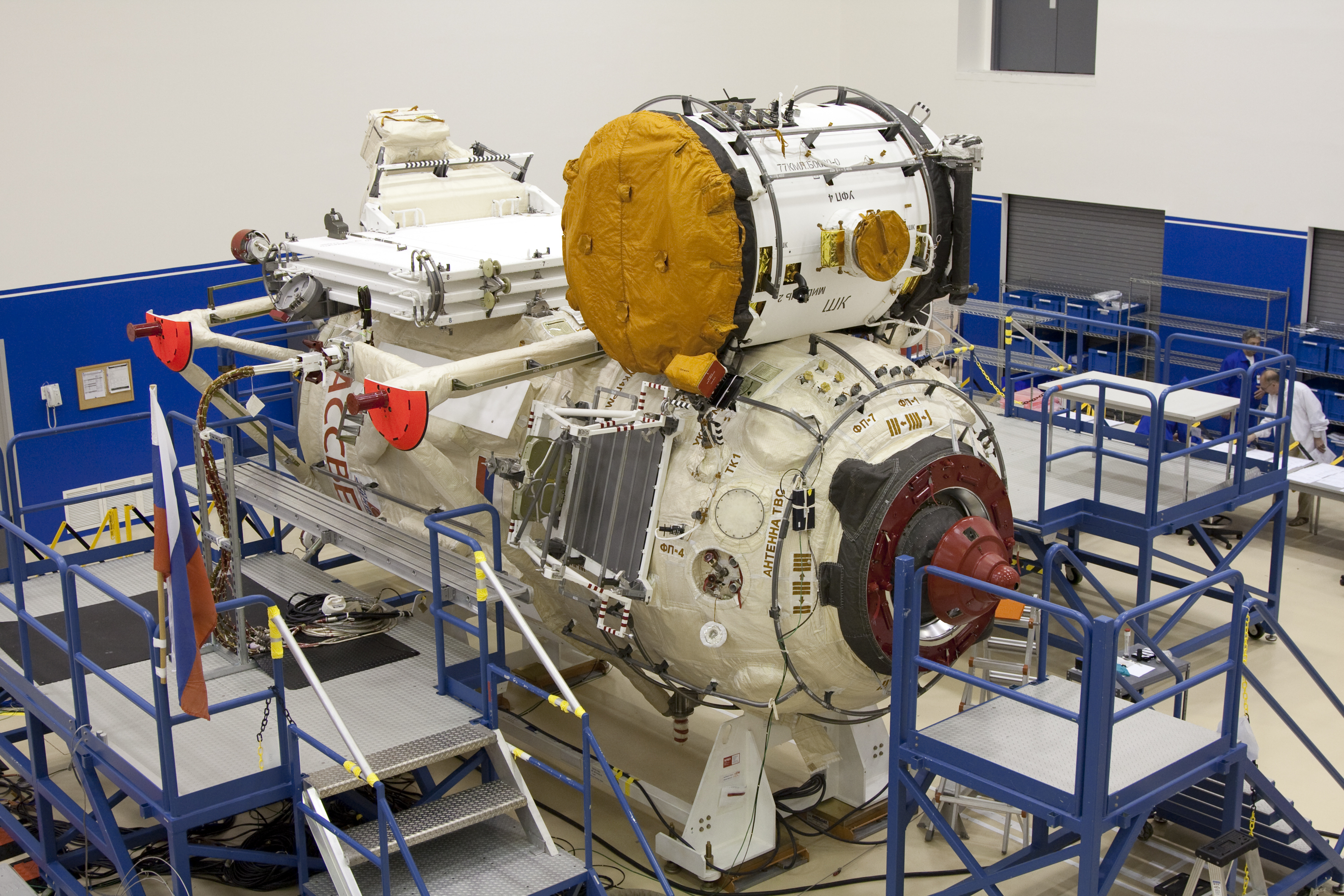
Il modulo Rassvet nella Payload processing facility
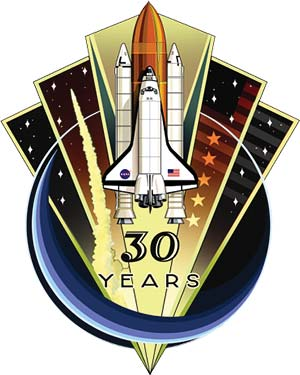
Stemma commemorativo del programma Space Shuttle

### Pre-lancio
Gli astronauti dell'Atlantis sono giunti dal Johnson Space Center di Houston al Kennedy Space Center a bordo di quattro Northrop T-38 Talon alle 18:49 EDT del 10 maggio.
Il giorno successivo alle 16:00 EDT è stato avviato il countdown ufficiale per il lancio, previsto per il 14 maggio. Il Mission Management Team (MMT), dopo essersi riunito il 12 maggio, ha ufficialmente dato il via libera alla missione. Il 14 maggio alle 04:55 EDT è iniziato il riempimento del serbatoio esterno dell'Atlantis, che si è concluso alle 07:56 EDT. L'equipaggio ha iniziato a prepararsi per il lancio alle 05:00 EDT, ed ha indossato le tute spaziali per il lancio alle 10:00. Alle 10:30 EDT gli astronauti si sono diretti verso la piattaforma di lancio. A bordo dell'Atlantis l'equipaggio ha effettuato i controlli di routine prima del decollo.

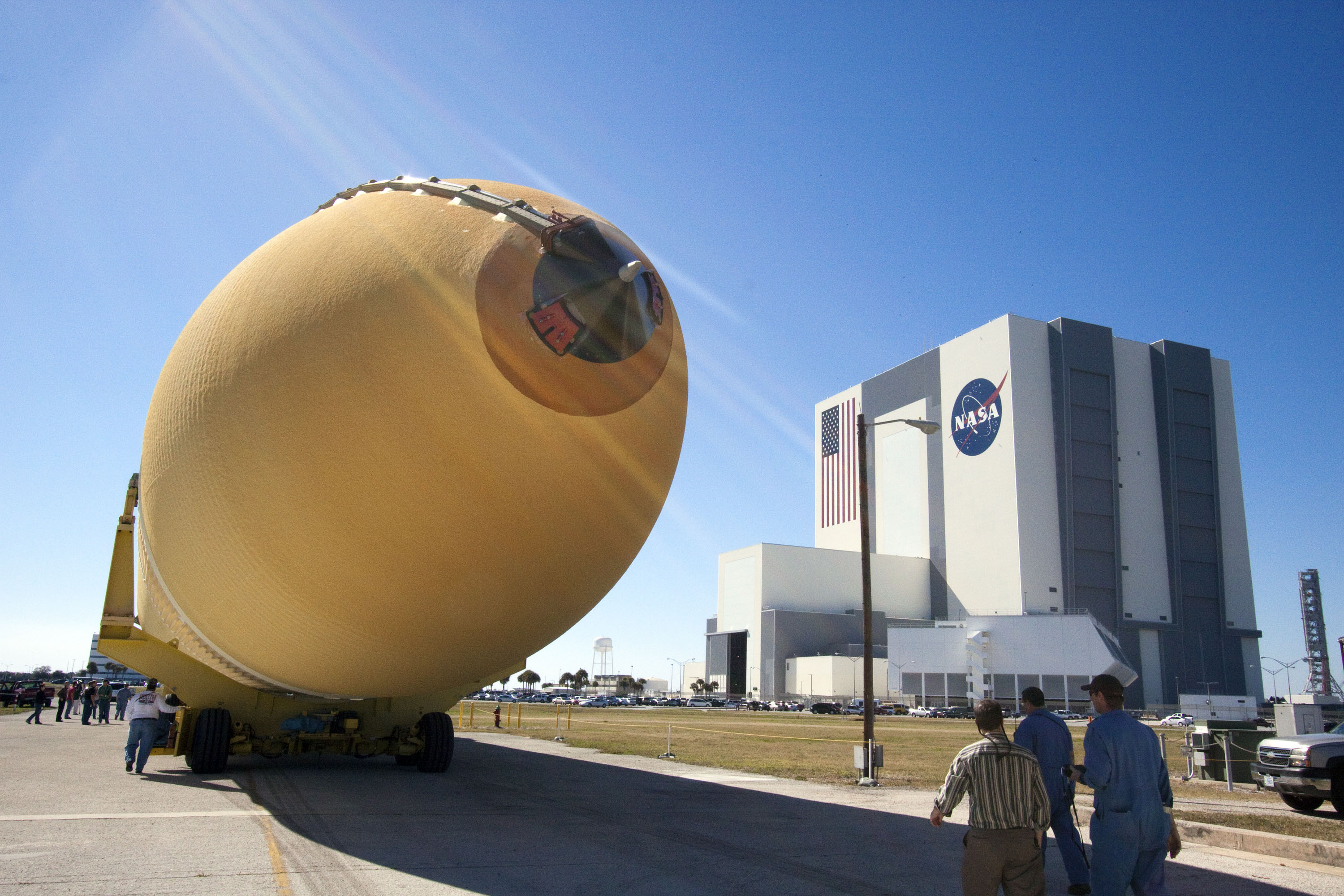
ET 136 arriva al Vehicle Assembly Building.
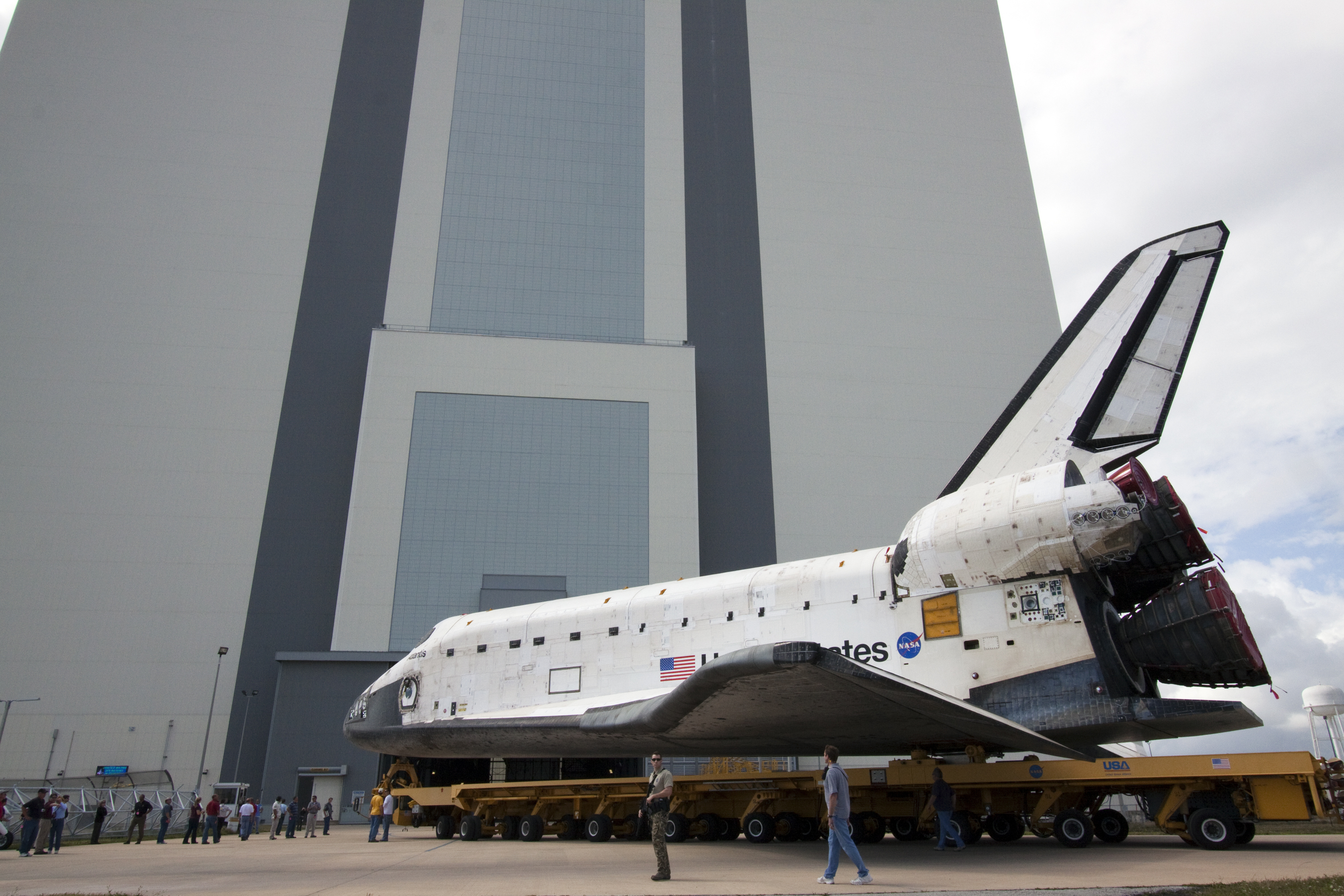
Atlantis verso il VAB.
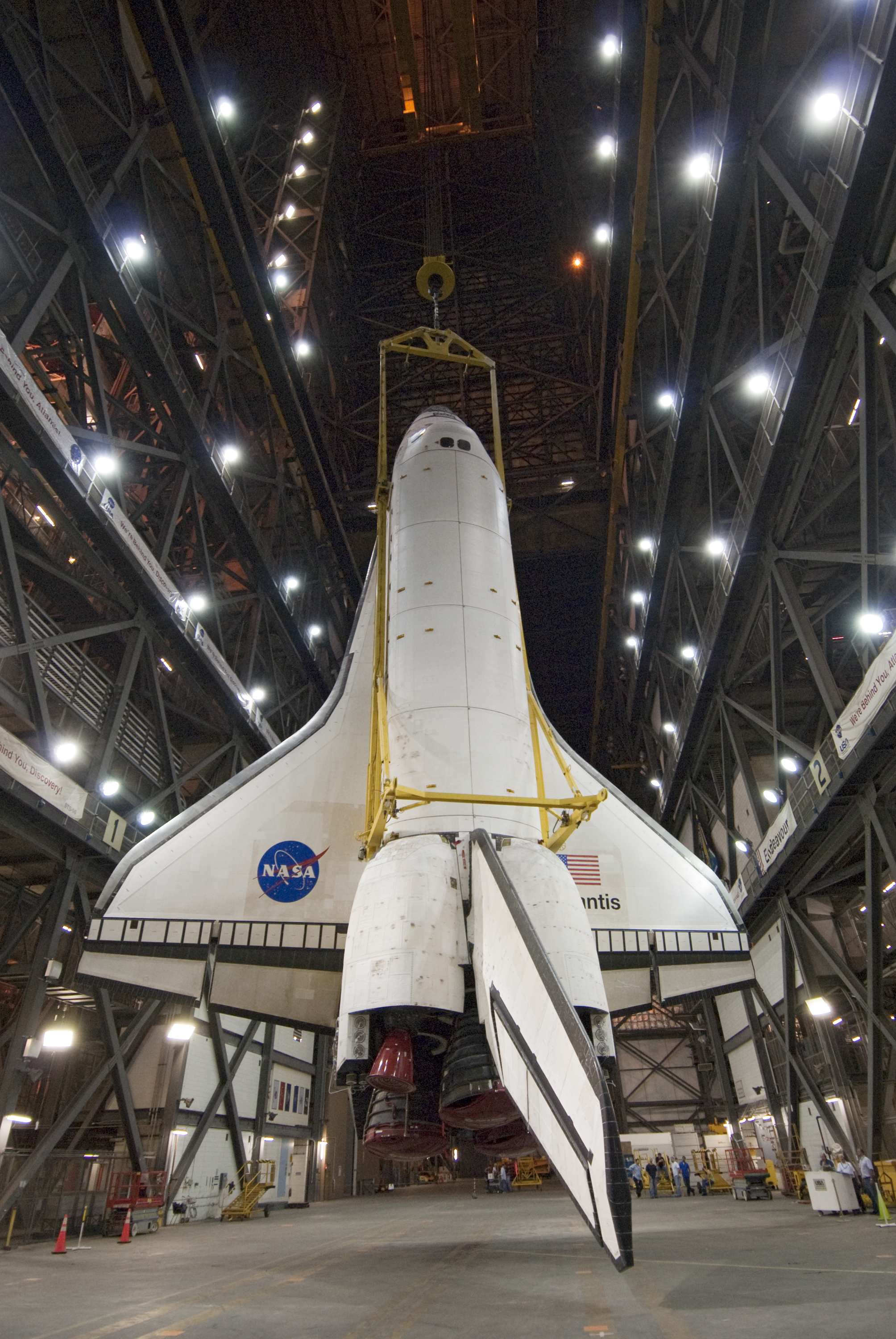
Atlantis viene alzato per essere agganciato all'ET.
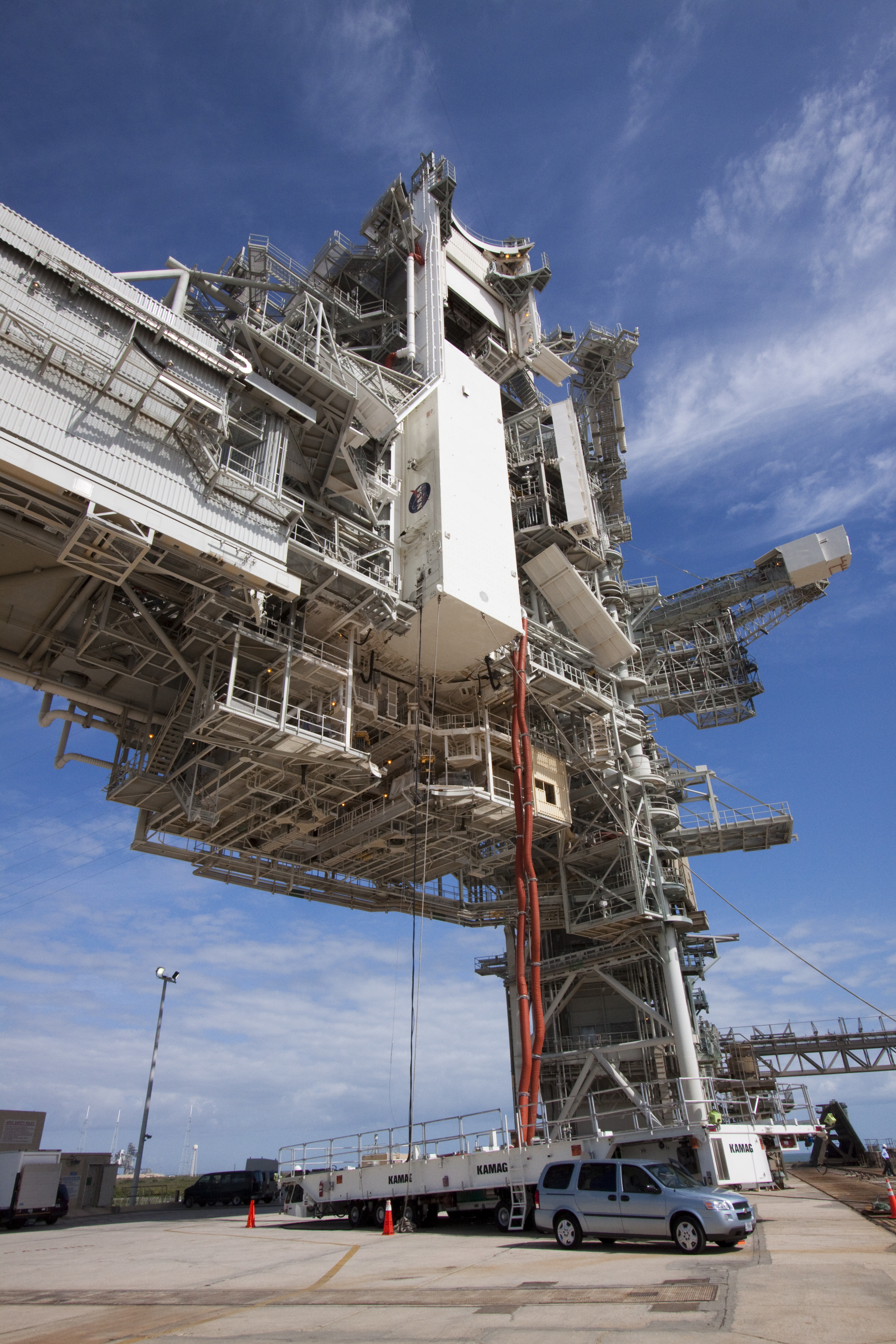
Il carico arriva al Pad 39A

## Cronologia

### Venerdì 14 maggio (1º giorno, decollo)

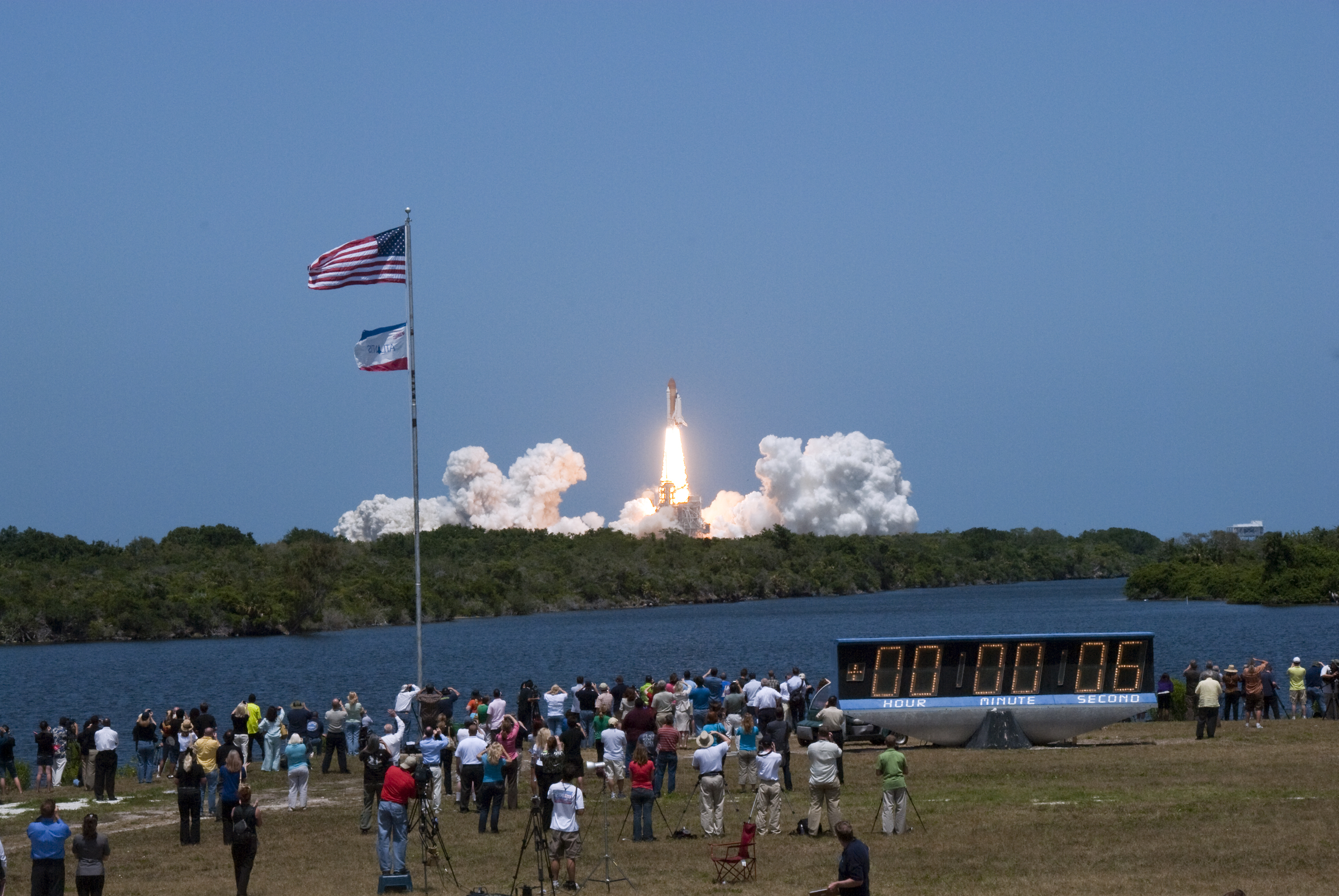
Atlantis si stacca dalla rampa di lancio.

Grazie alle favorevoli condizioni meteorologiche, lo Shuttle Atlantis è decollato regolarmente come da programma dalla rampa di lancio 39A del Kennedy Space Center alle 18:20 UTC.
Dopo 8 minuti e 32 secondi sono stati spenti i motori principali e 15 secondi dopo è stato sganciato il serbatoio esterno. Una successiva accensione dei propulsori di manovra ha corretto l'orbita dello Shuttle per allinearsi con la stazione spaziale, aumentando la velocità della navetta di 12 m/s.
Una volta in orbita, l'equipaggio ha aperto i portelloni della stiva di carico, dispiegato i radiatori e l'antenna in banda Ku. Successivamente sono state effettuati i controlli dello scudo termico con il braccio robotico, e tutte le immagini sono state trasmesse a Terra per ulteriori analisi. Questa prima ispezione ha mostrato che il lancio non ha causato eventi di rilievo, ma solo pochi e piccoli distacchi di rivestimento isolante dal serbatoio esterno.
Dopo il lancio, si è scoperto che un detrito spaziale sarebbe passato vicino alla stazione spaziale. In questi casi, la stazione spaziale attiva i propulsori per spostarsi dal percorso dell'oggetto ed evitare il rischio di impatto. Questa manovra, che si sarebbe dovuta effettuare domenica 16 maggio, avrebbe costretto ad una modifica della traiettoria di avvicinamento dell'Atlantis.

### Sabato 15 maggio (2º giorno)

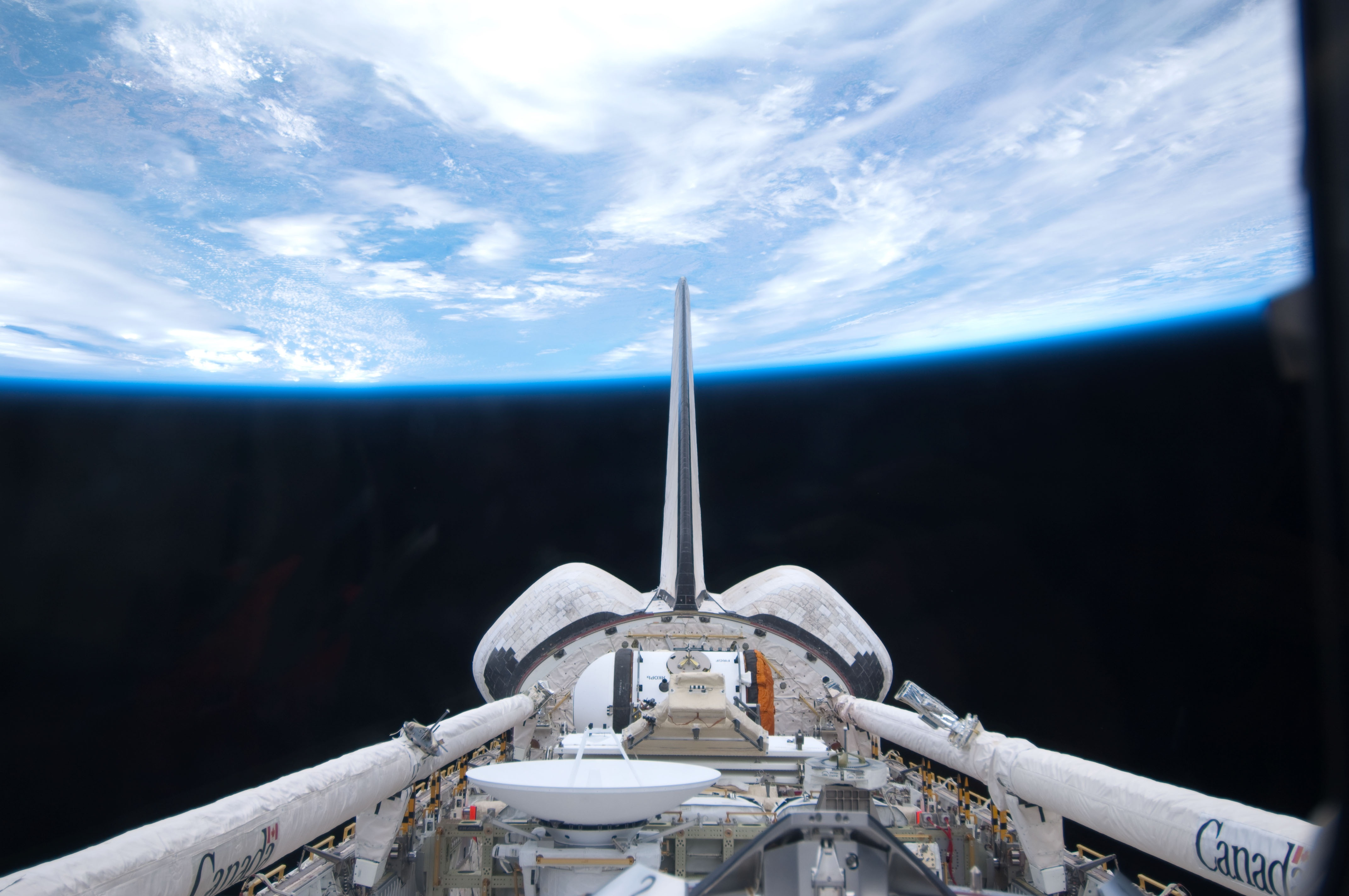
La stiva di carico dell' Atlantis

La sveglia per l'equipaggio in orbita ha suonato alle 8:20 UTC. L'attività principale della giornata è stata l'ispezione dei profili alari, del muso e dello scudo termico della navetta alla ricerca di eventuali danni, effettuata con l'ausilio del braccio robotico e dell'Orbiter Boom Sensor System (OBSS). L'equipaggio ha incontrato un problema con il Laser Dynamic Range Imager (LDRI) e l'Intensified TV Camera (ITVC), due componenti dell'OBSS, a causa di un cavo impigliato. Per questo motivo l'equipaggio ha impiegato dei sensori di riserva per effettuate l'ispezione. Le immagini dello scudo termico nel bordo anteriore delle ali e della parte frontale dello Shuttle sono state inviate a Terra per le analisi.
Il comandante Kenneth Ham ha installato la telecamera nel sistema di attracco Orbiter Docking System (ODS), che viene impiegata per aiutare i piloti degli Shuttle nelle fasi di avvicinamento alla stazione spaziale.
Nel frattempo, nel ponte intermedio, Good e Bowen hanno trascorso diverse ore controllando le tute spaziali e prepararle per il trasferimento di esse sulla stazione. Reisman ha assistito Antonelli e Ham nell'ispezione allo scudo termico e ha fornito supporto per i controlli delle tute spaziali e degli strumenti da impiegare nelle passeggiate spaziali. L'equipaggio ha esteso l'anello di attracco ODS, e nell'ultima parte della giornata ha preparato e controllato gli strumenti da impiegare nella fase di rendezvous con la stazione.
Durante la giornata sono state effettuate due accensioni del propulsori di manovra per correggere l'orbita della navetta. La prima accensione ha aumentato la velocità dello Shuttle di 2,4 m/s, e ha aumentato l'orbita di 1,6 km. La seconda accensione ha aumentato la velocità dello Shuttle di 0,61 m/s.
Il controllo missione ha informato l'equipaggio che la ISS non avrebbe dovuto effettuare una manovra per evitare il detrito spaziale. Le nuove informazioni sulla traiettoria del detrito hanno infatti mostrato che sarebbe passato ad una distanza sufficiente da non richiedere manovre.

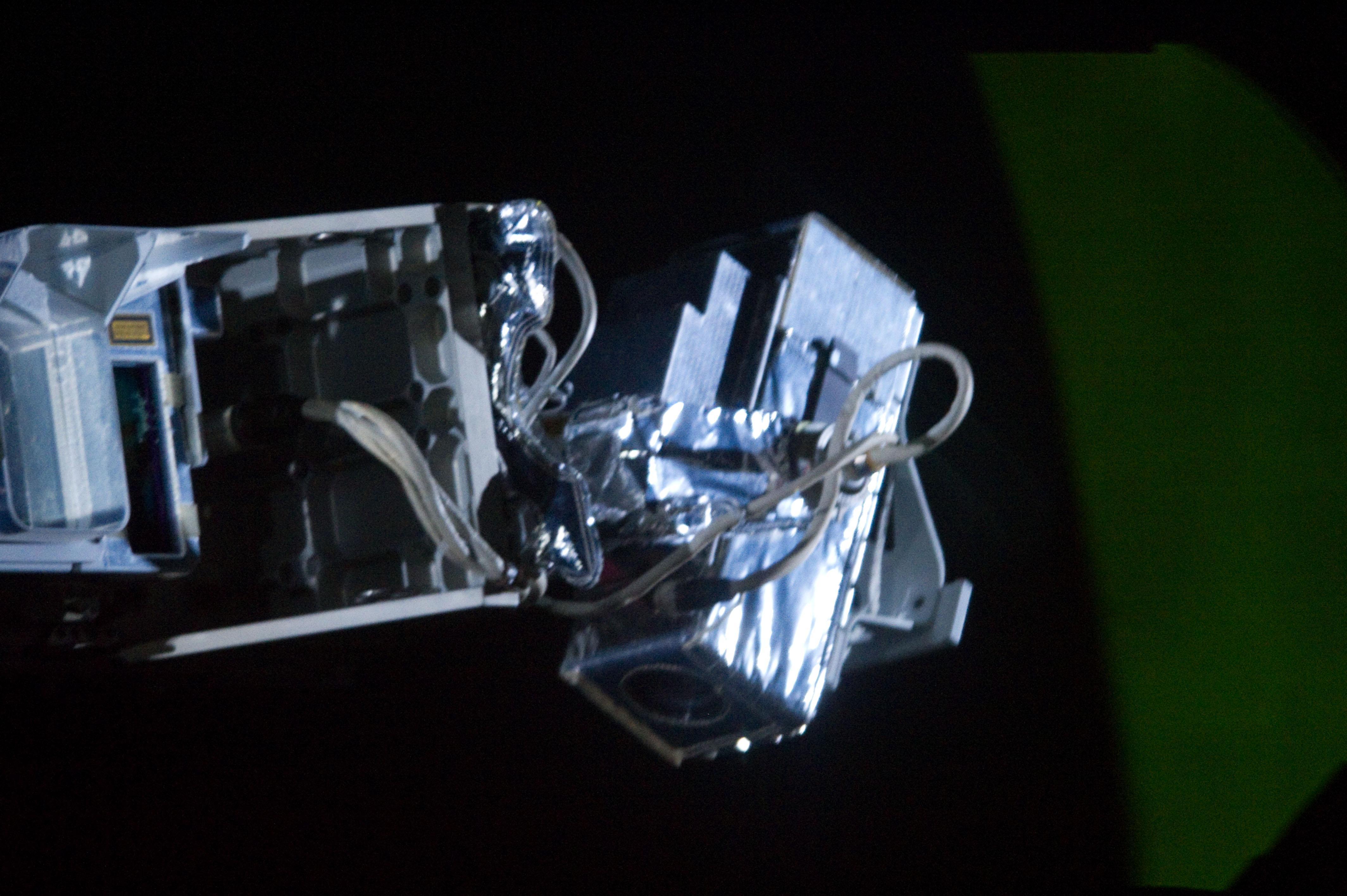
I sensori dell'OBSS con un cavo impigliato che ne ha impiedito l'utilizzo
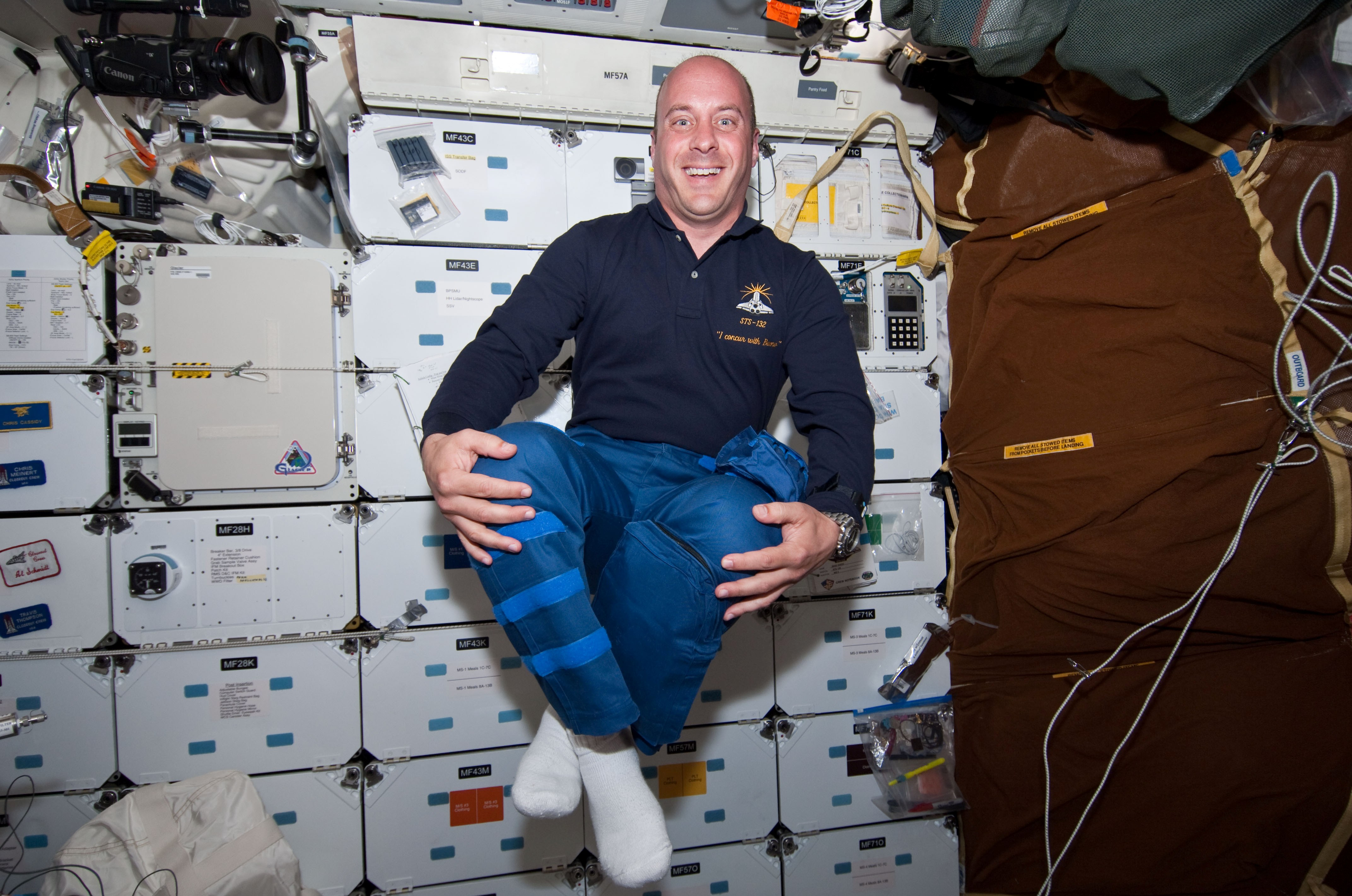
L'astronauta Garrett "Big G" Reisman nel ponte intermedio dell'Atlantis
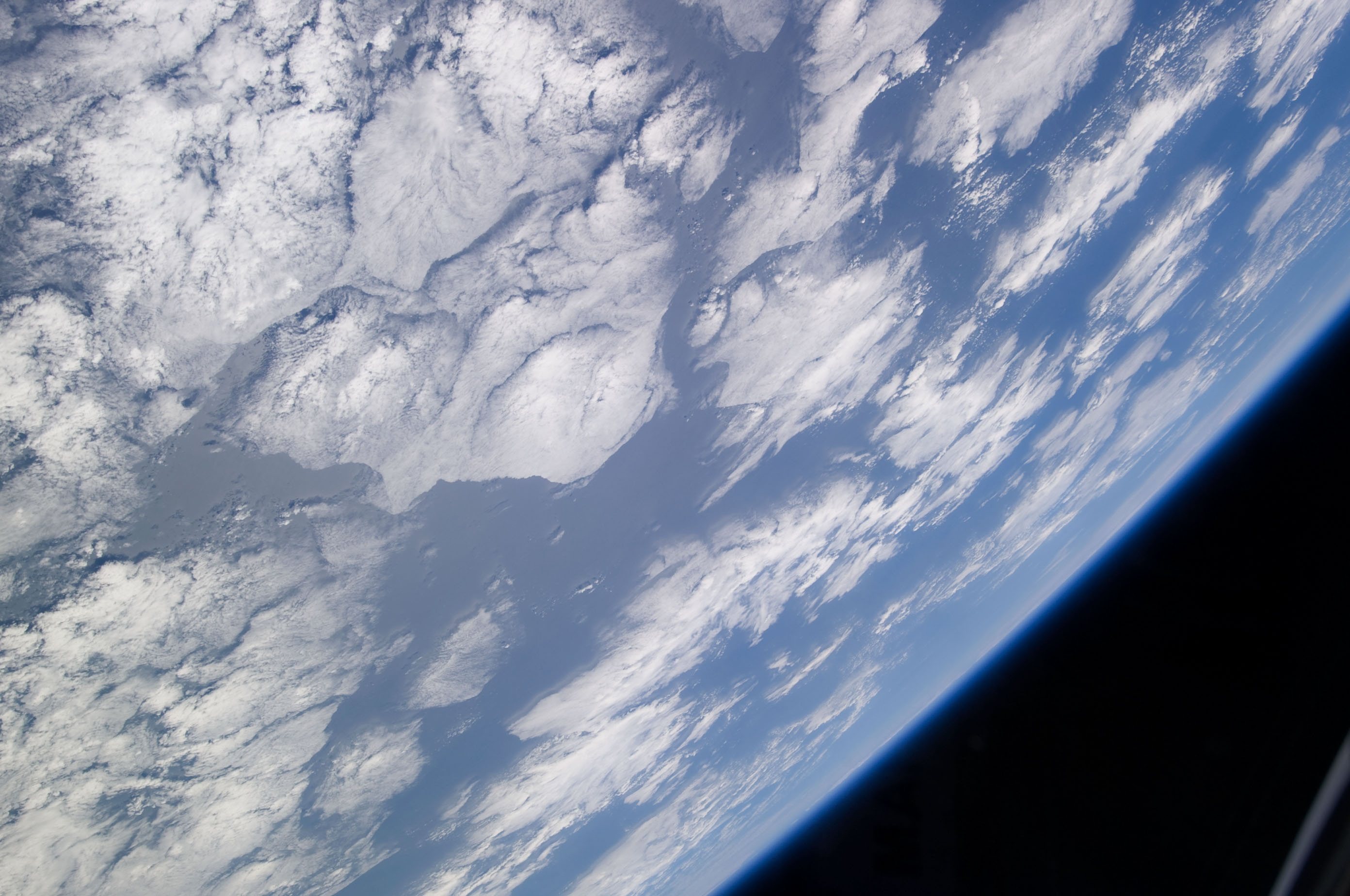
La Terra ripresa da un membro dell'equipaggio
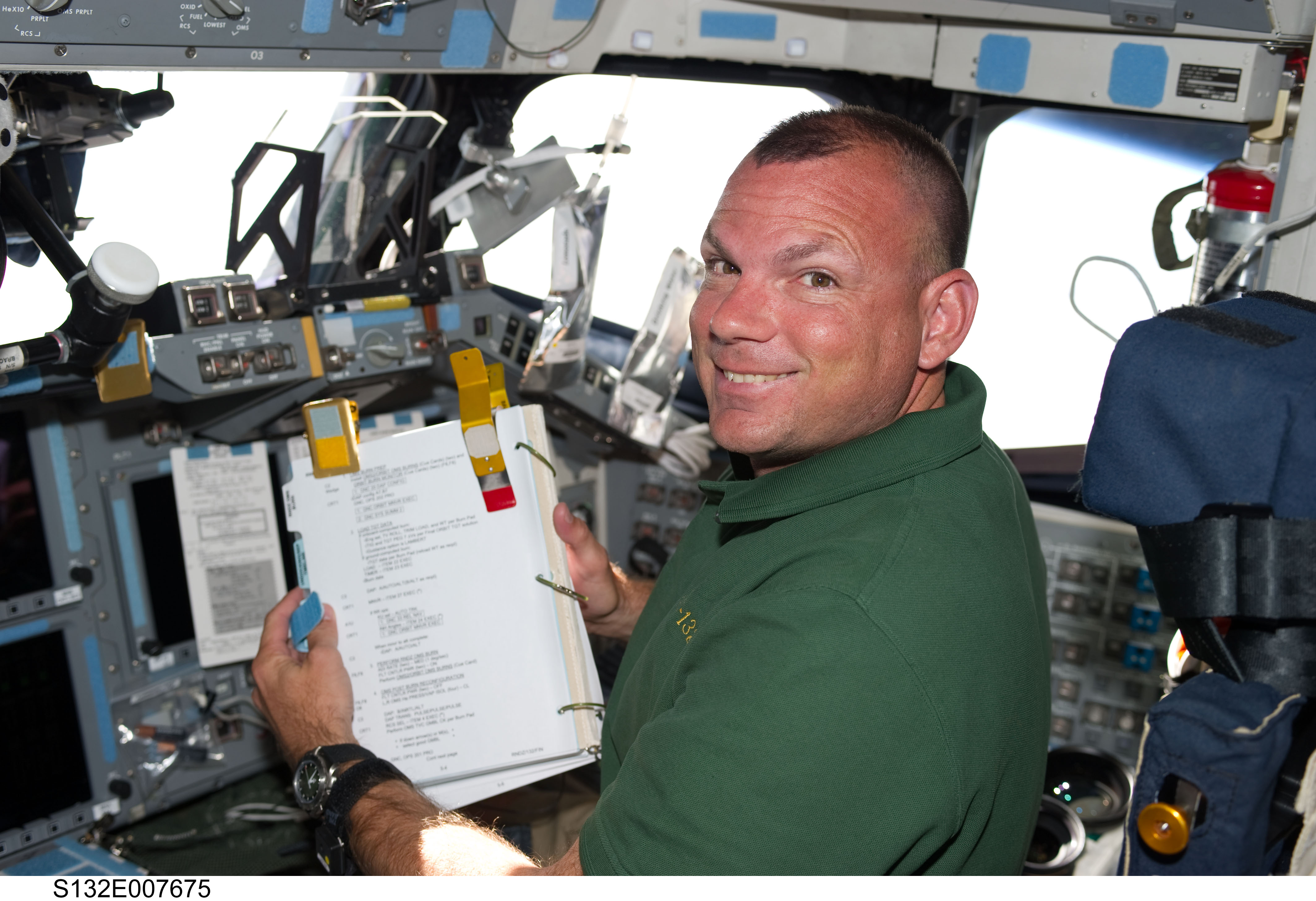
L'astronauta Tony Antonelli

### Domenica 16 maggio (3º giorno)
L'equipaggio ha svolto attività di preparazione all'attracco con la stazione spaziale; il comandante Ken Ham ha effettuato altre due accensioni dei propulsori di manovra per le ultime correzioni orbitali dell'Atlantis, aumentando la velocità della navetta di 40 m/s, posizionando l'Atlantis ad una distanza di 14 km dalla stazione.
Alle 13:26 UTC, Ken Ham ha portato l'Atalantis nei pressi della stazione e ha iniziato la consueta manovra chiamata rendezvous pitch maneuver. Durante la manovra, sulla stazione, gli astronauti Oleg Kotov, Timothy Creamer e Soichi Noguchi hanno scattato 398 fotografie della parte inferiore dello Shuttle, per stabilire lo stato dello scudo termico.
Alle 14:28 UTC, l'Atlantis ha attraccato alla stazione. Dopo una serie di verifiche da parte dei due equipaggi, il portello tra shuttle e stazione è stato aperto alle 16:18 UTC. Dopo la cerimonia di benvenuto per l'equipaggio dello shuttle, gli astronauti si sono messi al lavoro con i primi trasferimenti di equipaggiamento e rifornimenti, come le tute spaziali da impiegare nelle passeggiate spaziali e gli esperimenti scientifici ad alta priorità .
Seller e Tracy Caldwell Dyson hanno iniziato il trasferimento del contenitore ICC-VLD impiegando il braccio robotico della stazione spaziale.
In preparazione alla passeggiata spaziale prevista per il giorno successivo, i membri dell'equipaggio dell'Atlantis hanno ripassato le procedure. Gli specialisti di missione Reisman e Bowen hanno passato la notte nel Joint Airlock ad una pressione inferiore (10,2 psi invece dei normali 14,7 psi) e in una atmosfera di ossigeno per abituare il corpo umano alle tute spaziali ed evitare la malattia da decompressione.

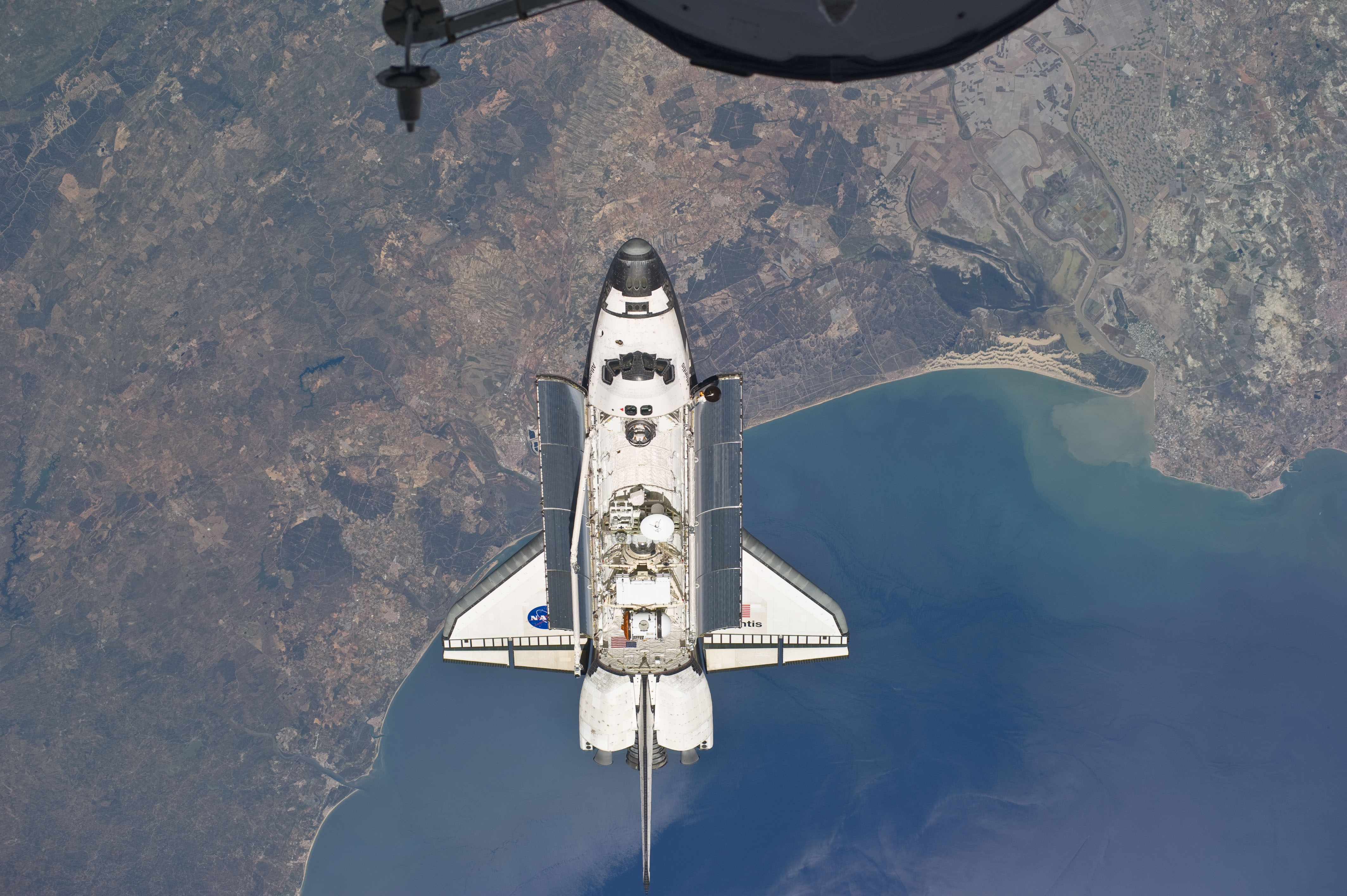
Mentre vola sopra alla costa atlantica della Spagna, lo shuttle Atlantis si avvicina alla stazione per l'attracco
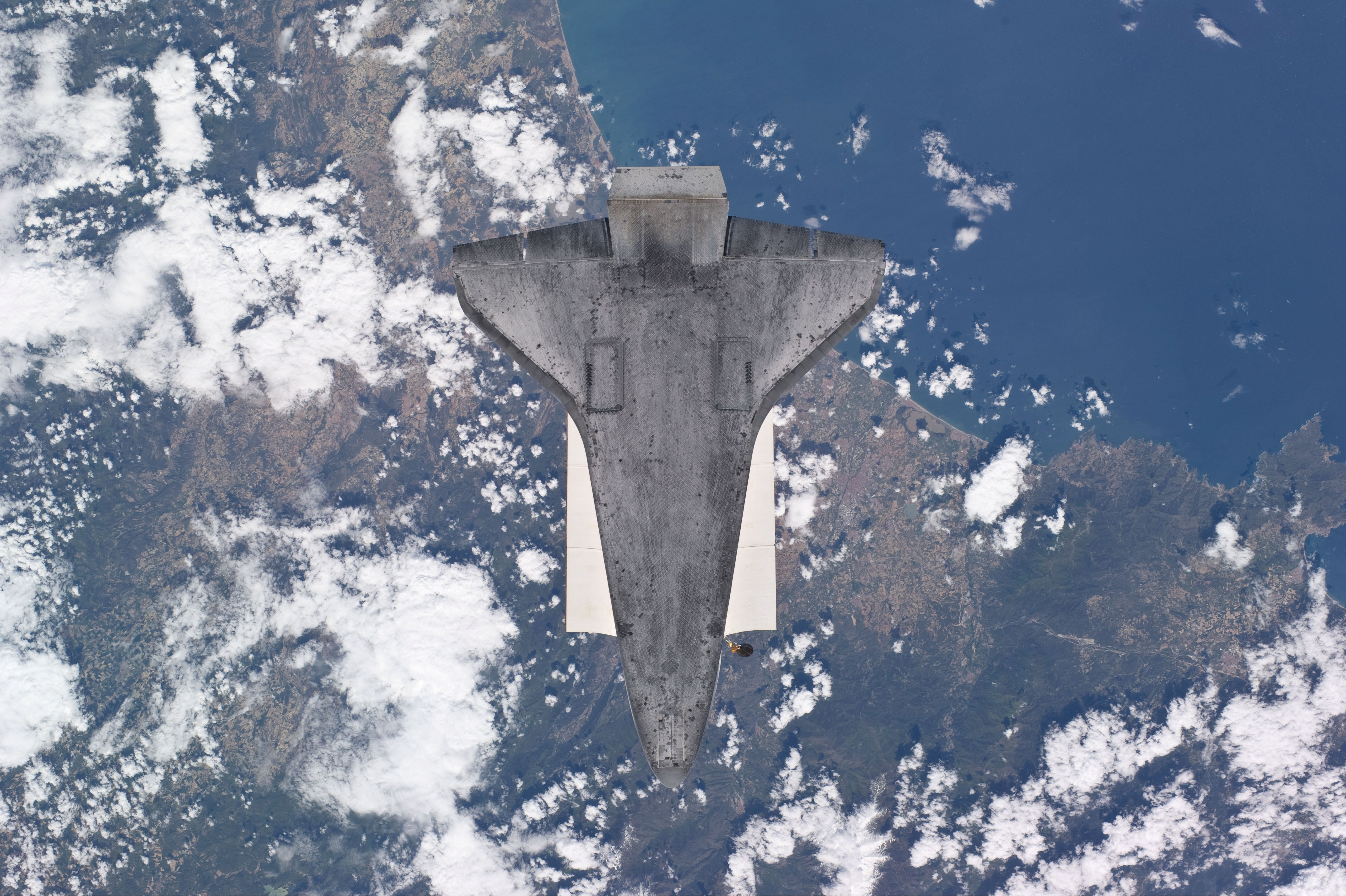
Parte inferiore dell'Atlantis durante la rendezvous pitch maneuver
- Video dell'attracco con la stazione spaziale (4 min 30 sec)

### Lunedì 17 maggio (4º giorno)

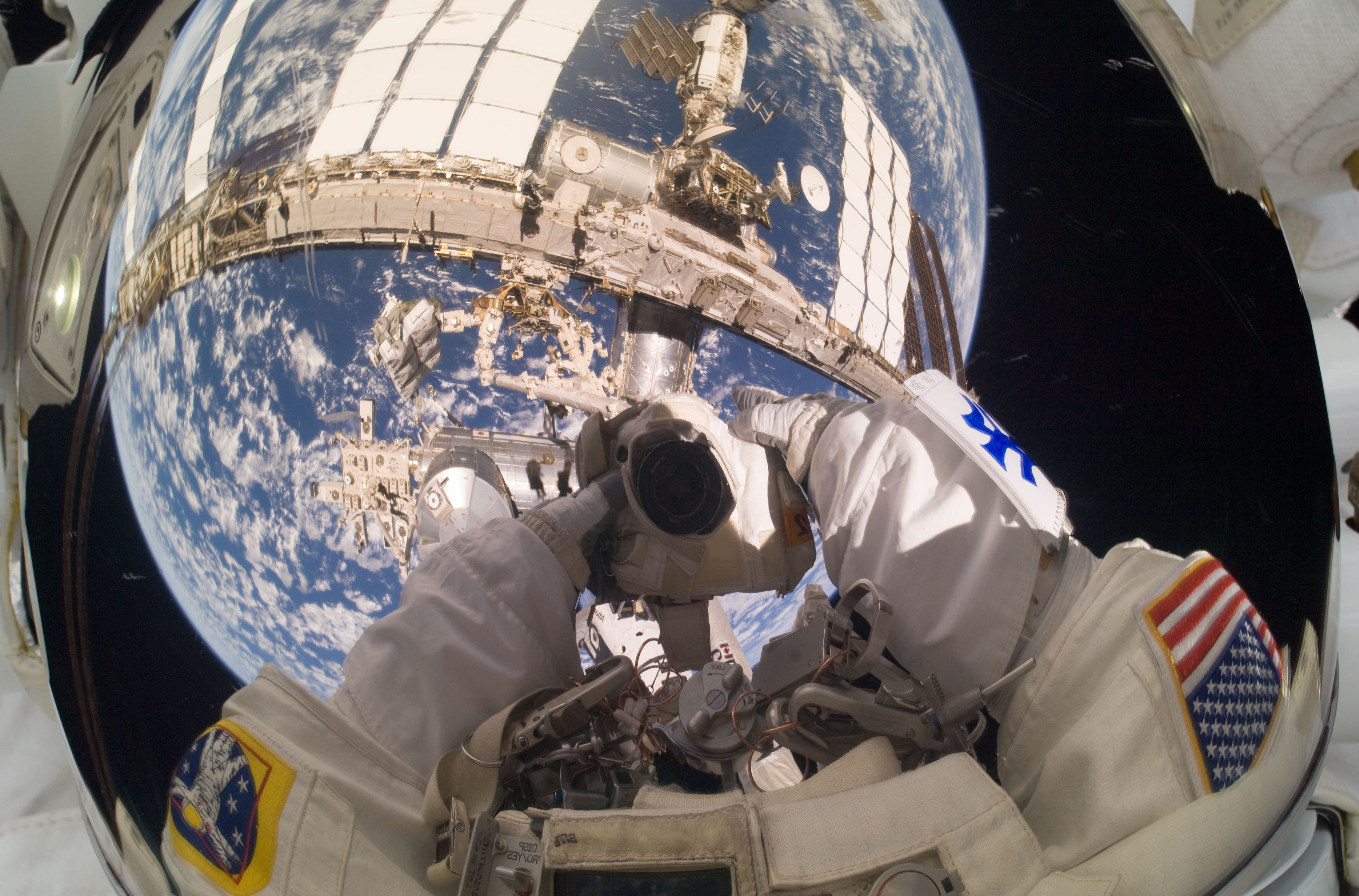
Reisman scatta un autoritratto durante la prima passeggiata spaziale

In questa giornata gli specialisti di missione Garret Reisman e Steve Bowen hanno compiuto la prima delle tre passeggiate spaziali previste. I due hanno installato una antenna di riserva chiamata Space To Ground Antenna (SGANT), una nuova piattaforma per lo Special Purpose Dexterous Manipulator e hanno preparato l'installazione delle nuove batterie del segmento P6. Bowen indossava una tuta spaziale con strisce rosse, mentre Reisman indossava una tuta spaziale completamente bianca.
L'ingegnere di volo Creamer ha aiutato i due astronauti con le preparazioni per la passeggiata spaziale, mentre gli specialisti di missione Sellers e l'ingegnere di volo Caldwell Dyson hanno manovrato il braccio robotico. Le attività extraveicolari sono state supportate anche dagli astronauti Mike Good e Antonelli, e supervisionate dal comandante Ken Ham.
Alle 19:19 UTC sono terminate le attività previste e i due astronauti sono rientrati nel Joint Airlock. Successivamente, il braccio robotico dello Shuttle è stato utilizzato per afferrare il modulo Rassvet che era situato nella stiva di carico dell'Atlantis, in preparazione all'installazione del modulo che era prevista per il giorno successivo.

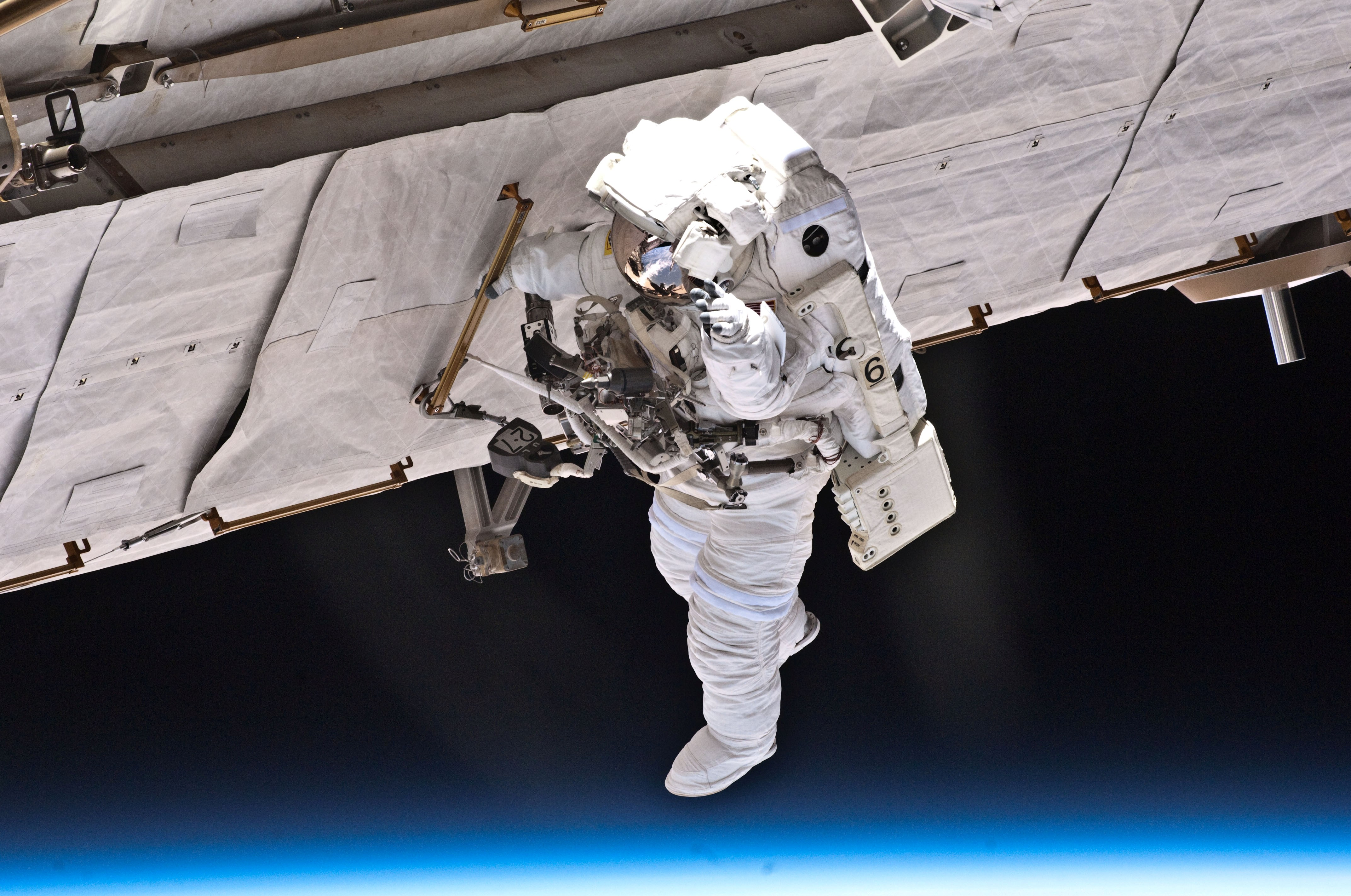
L'astronauta Garrett Reisman durante la prima passeggiata spaziale
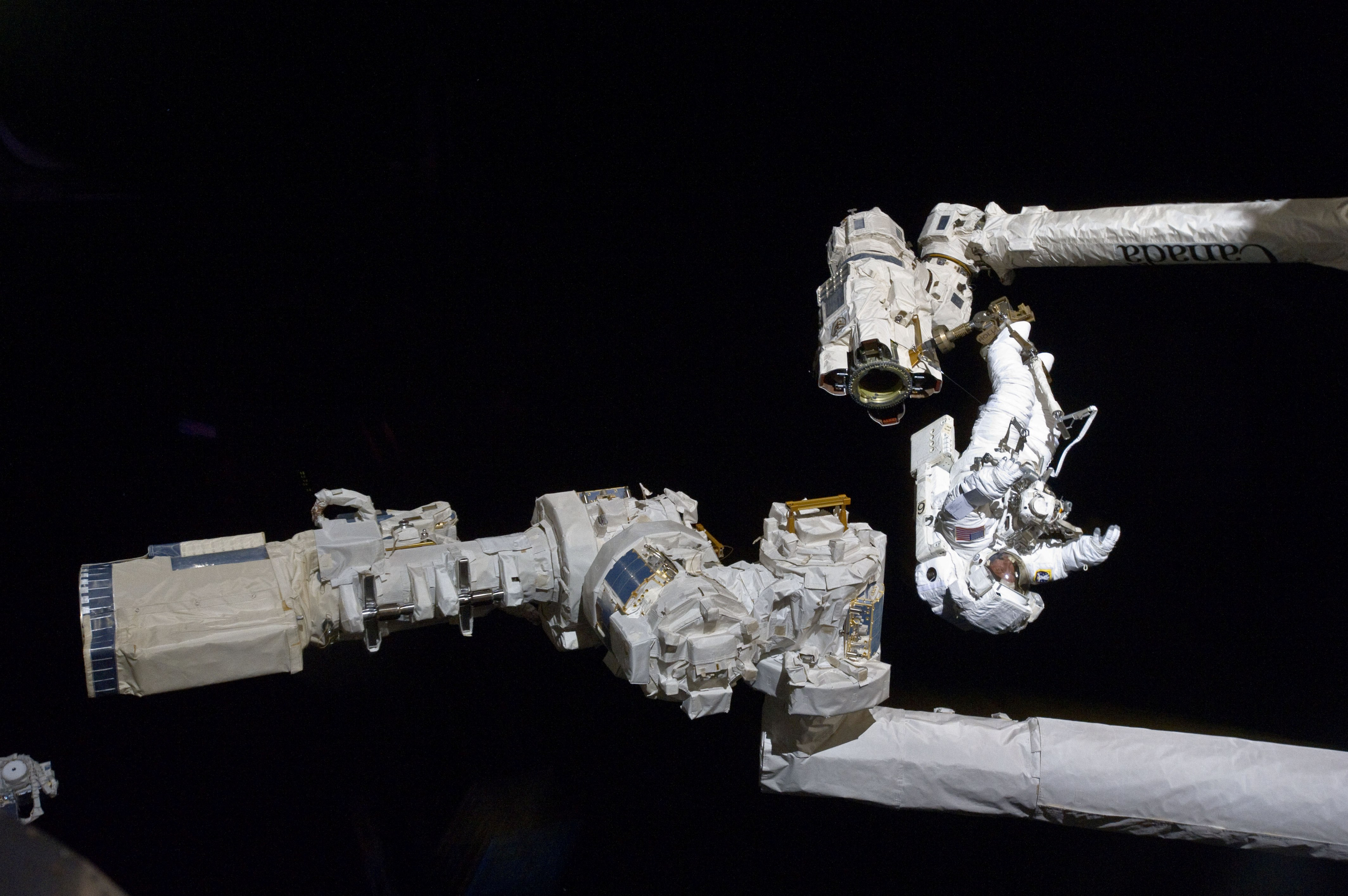
L'astronauta Garrett Reisman agganciato alla braccio robotico della stazione spaziale durante la prima passeggiata spaziale
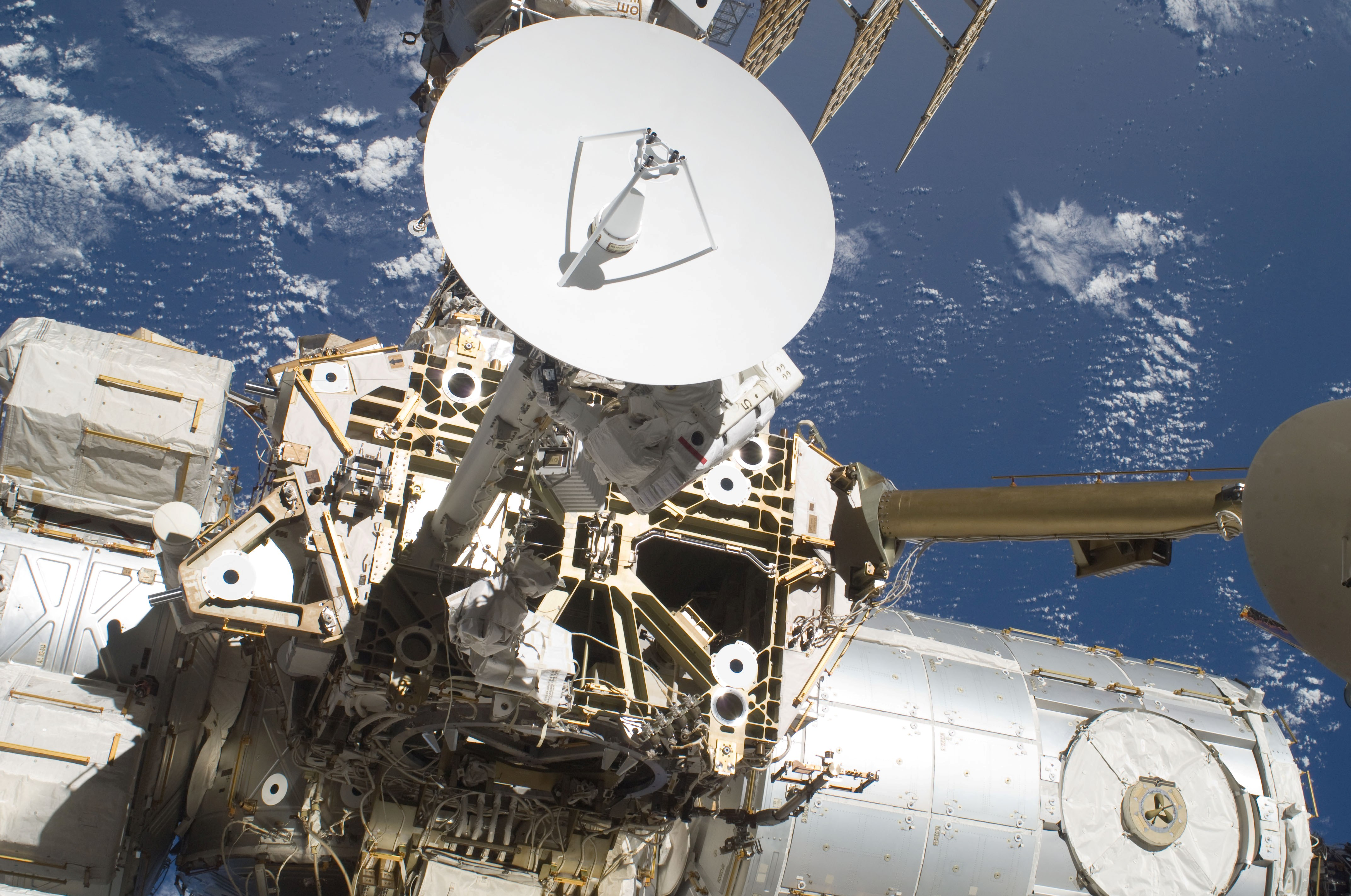
L'astronauta Stephen Bowen lavora all'installazione dell'antenna SGANT

### Martedì 18 maggio (5º giorno)
L'attività principale della giornata è stato l'aggancio del nuovo modulo Rassvet alla stazione spaziale. Il comandante Ken Ham e il pilota Tony Antonelli hanno manovrato il braccio robotico dello shuttle per sganciare il modulo situato nella stiva di carico dell'Atlantis e l'hanno passato al braccio robotico della stazione spaziale, operato dagli specialisti di missione Garrett Reisman e Piers Sellers. Il modulo è stato portato nella nuova posizione, nel lato rivolto verso la Terra del modulo Zarya. L'aggancio è avvenuto alle 12:20 UTC.
Il comandante dell'Expedition 23 Oleg Kotov ha monitorato l'aggancio del modulo, che è stato effettuato in modo automatico al modulo Zarya.
Alle 17:20 UTC, i membri della missione STS-132 Ham, Reisman, Sellers e i membri della stazione spaziale Kotov, Skvortsov e Caldwell Dyson hanno partecipato a interviste con i giornalisti.
Gli specialisti di missione Bowen e Hood hanno effettuato i preparativi per l'attività extraveicolare prevista nella giornata successiva, e al termine della giornata tutto l'equipaggio dell'Atlantis e i tre membri della stazione spaziale hanno ripassato le procedure per la passeggiata spaziale.
Alle 21:45 UTC Good e Bown sono entrati nel Joint Airlock dove è stata creata una atmosfera di ossigeno a bassa pressione (10,2 psi) per abituare il corpo umano alle tute spaziali e ridurre i rischi legati alla malattia da decompressione.

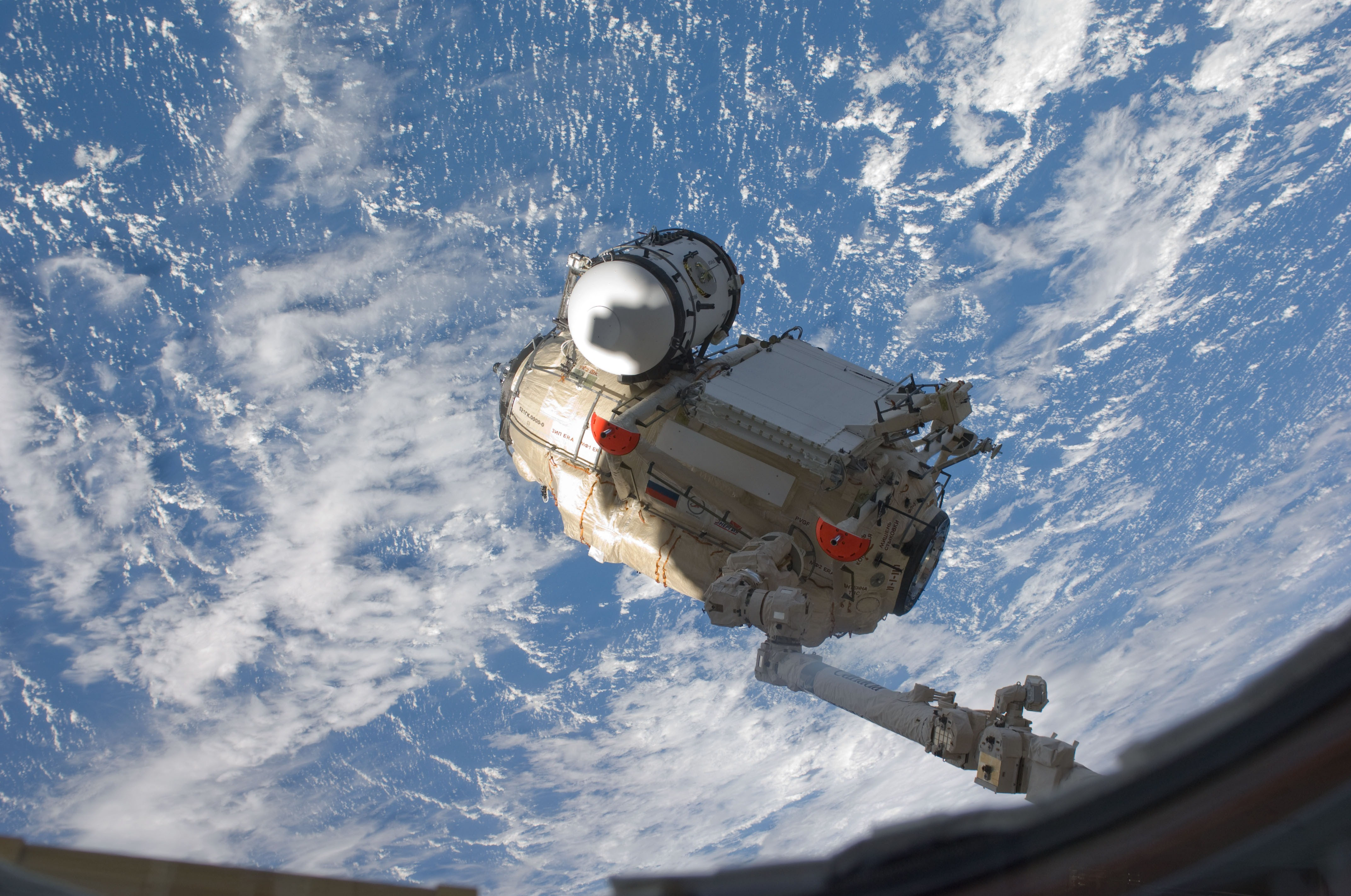
Il braccio robotico della stazione spaziale sposta il modulo Rassvet
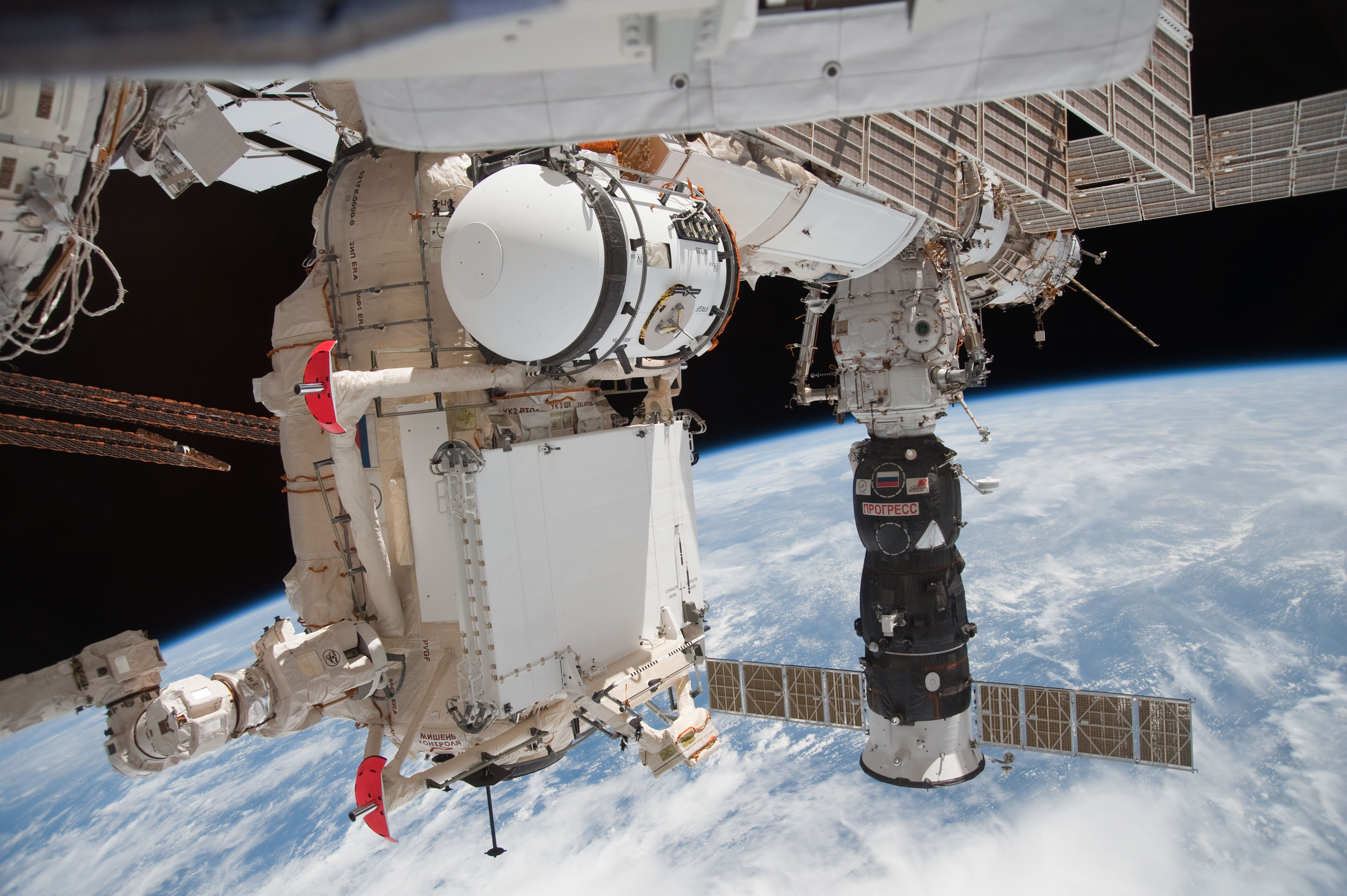
Il braccio robotico della stazione spaziale aggancia il modulo Rassvet al modulo Zarya
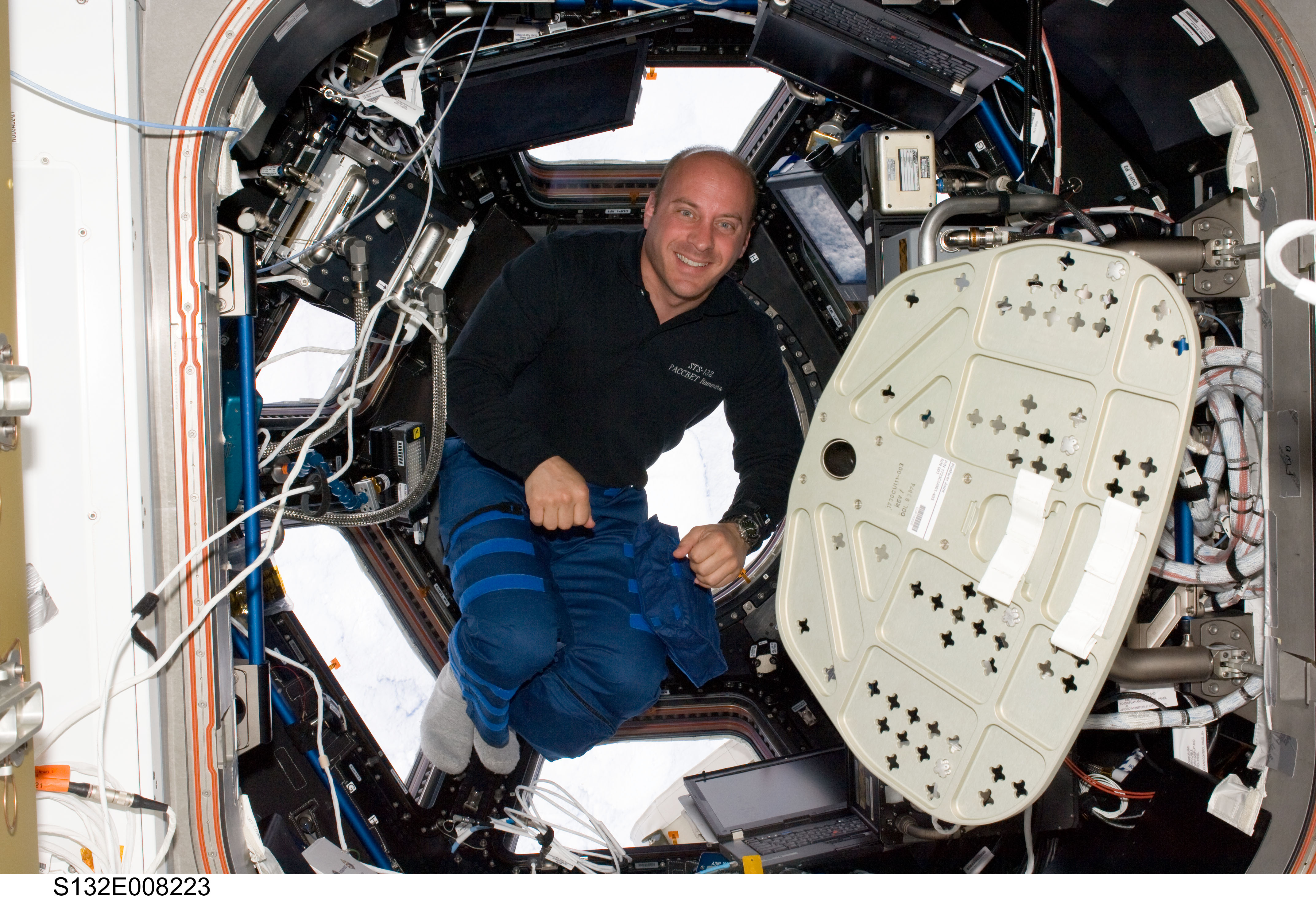
L'astronauta Garrett Reisman all'interno della Cupola

### Mercoledì 19 maggio (6º giorno)

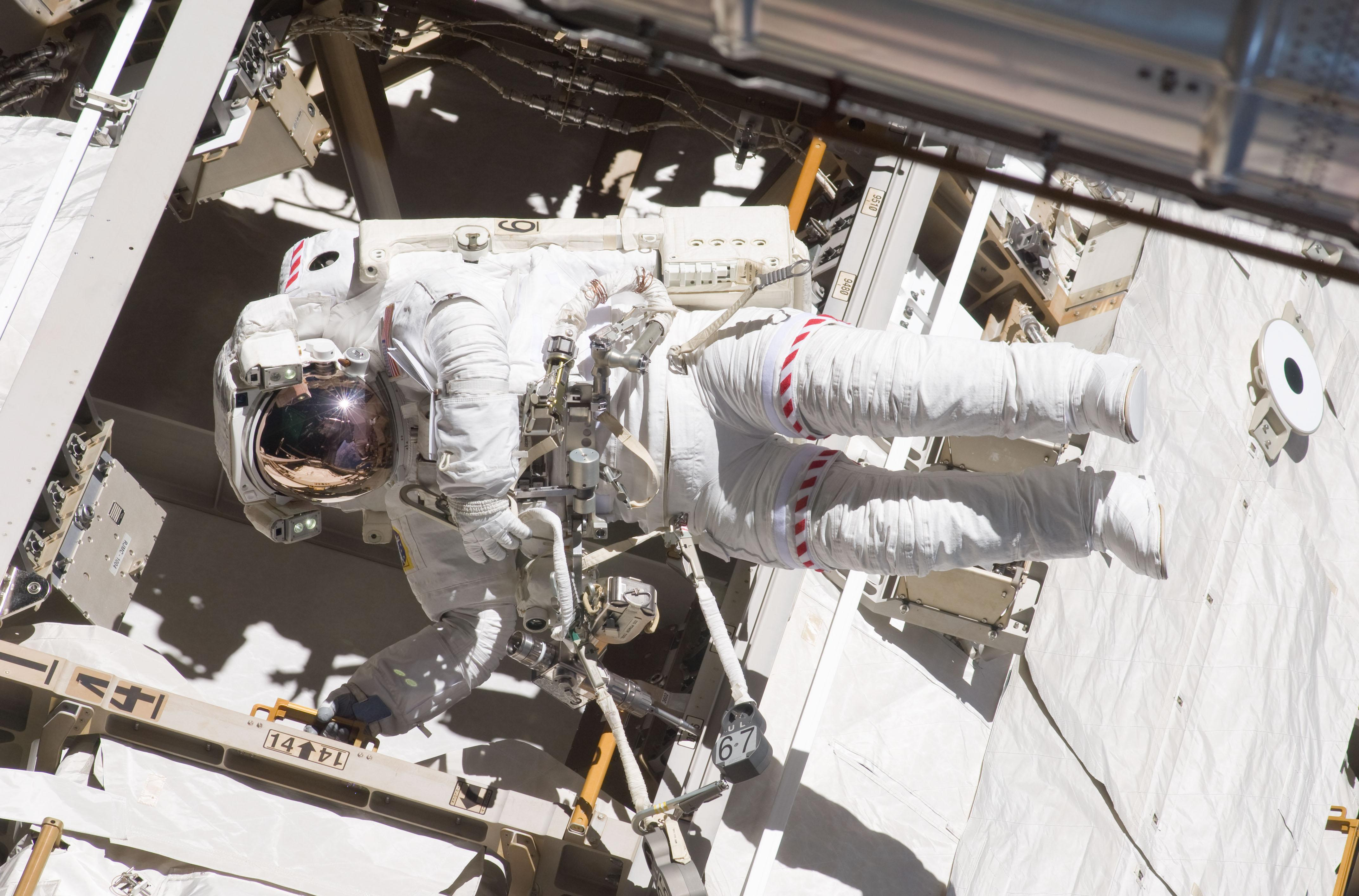
L'astronauta Mike Good durante la seconda passeggiata spaziale

Il compito primario della seconda passeggiata spaziale della missione è stato quello di rimuovere e sostituire alcune batterie. La passeggiata nello spazio ha preso il via alle 10:38 UTC, più di 25 minuti prima del previsto. Bowen ha inizialmente risolto il problema del cavo impigliato nell'Orbiter Boom Sensor System dello shuttle, mentre Good ha iniziato le operazioni con le batterie da sostituire. Anche se era prevista la sostituzione di tre batterie, i due astronauti sono riusciti a sostituire una batteria in più. Successivamente hanno terminato l'installazione dell'antenna SGANT, risolvendo un problema di fissaggio che era emerso nella passeggiata spaziale precedente.
Durante la EVA 2 il comandante Ken Ham e il pilota Tony Antonelli hanno fornito supporto ai due astronauti. La EVA 2 è stata la 238° condotta da astronauti americani, la quinta per Bowen e la terza per Good. È stata anche la 145-esima finalizzata all'assemblaggio della Stazione Spaziale Internazionale ed alla sua manutenzione.

### Giovedì 20 maggio (7º giorno)

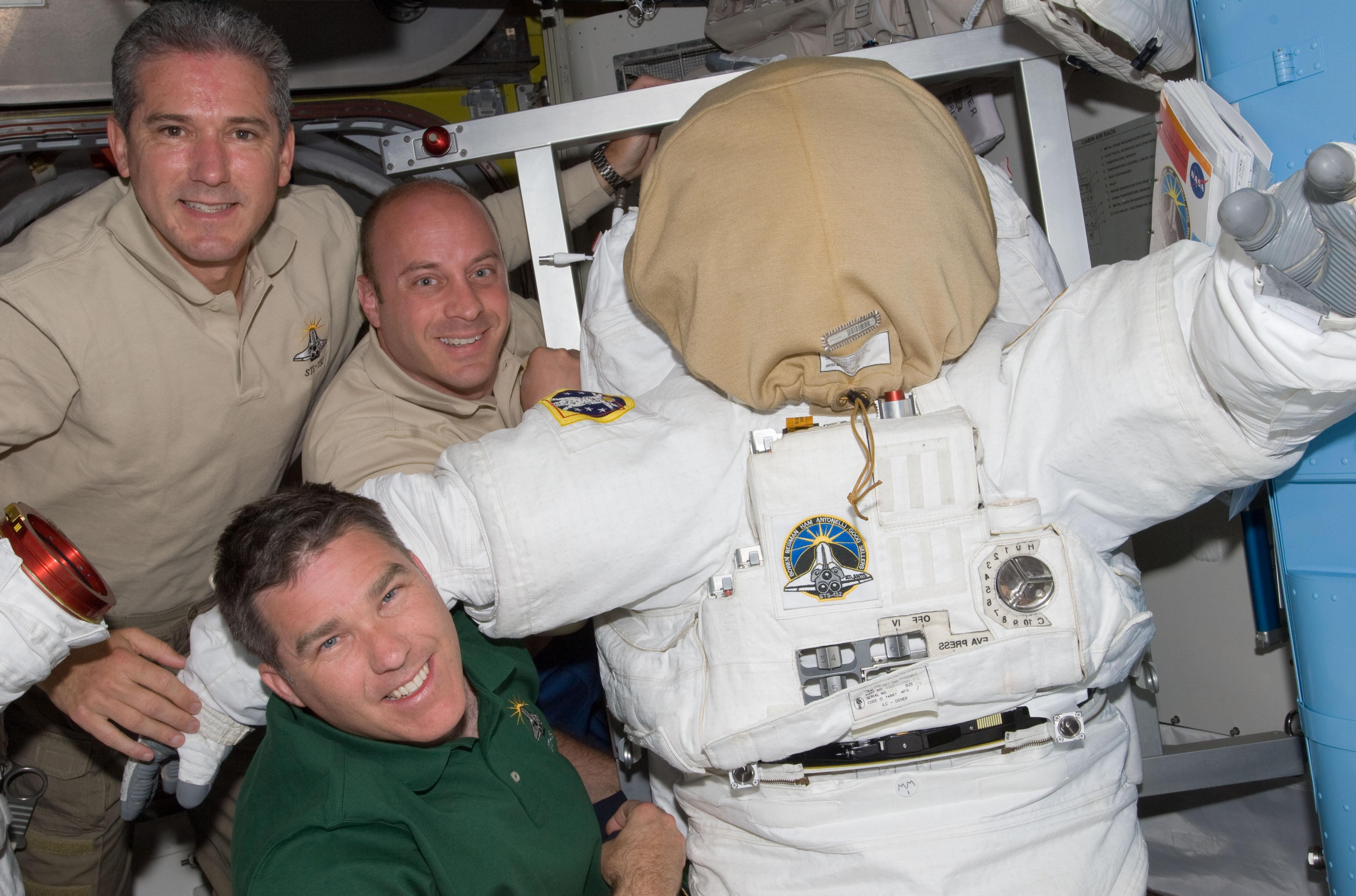
Gli astronauti Good, Bowen e Reisman

Nella settima giornata di missione, l'equipaggio ha trascorso alcune ore di riposo, per poi concentrarsi sui preparativi per la terza passeggiata spaziale. Nella prima parte della giornata, alle 10:52 UTC, il comandante della stazione Oleg Kotov e l'ingegnere di volo Alexander Skvortsov hanno aperto il portello che collega al nuovo modulo Rassvet.
Alle 12:25 UTC gli astronauti dell'Atlantis Ken Ham, Tony Antonelli, Piers Sellers, e l'ingegnere di volo della stazione spaziale Tracy Caldwell Dyson hanno partecipato a interviste con la stampa.
Durante la giornata gli astronauti Ham, Antonelli e Sellers hanno trasferito equipaggiamento, rifornimenti ed esperimenti scientifici dall'Atlantis con la stazione spaziale, mentre gli specialisti di missione Mike Good e Garrett Reisman hanno iniziato i preparativi per la passeggiata spaziale prevista per il giorno successivo. Come in precedenza, hanno trascorso la notte nel Joint Airlock ad una pressione di 10,2 psi.

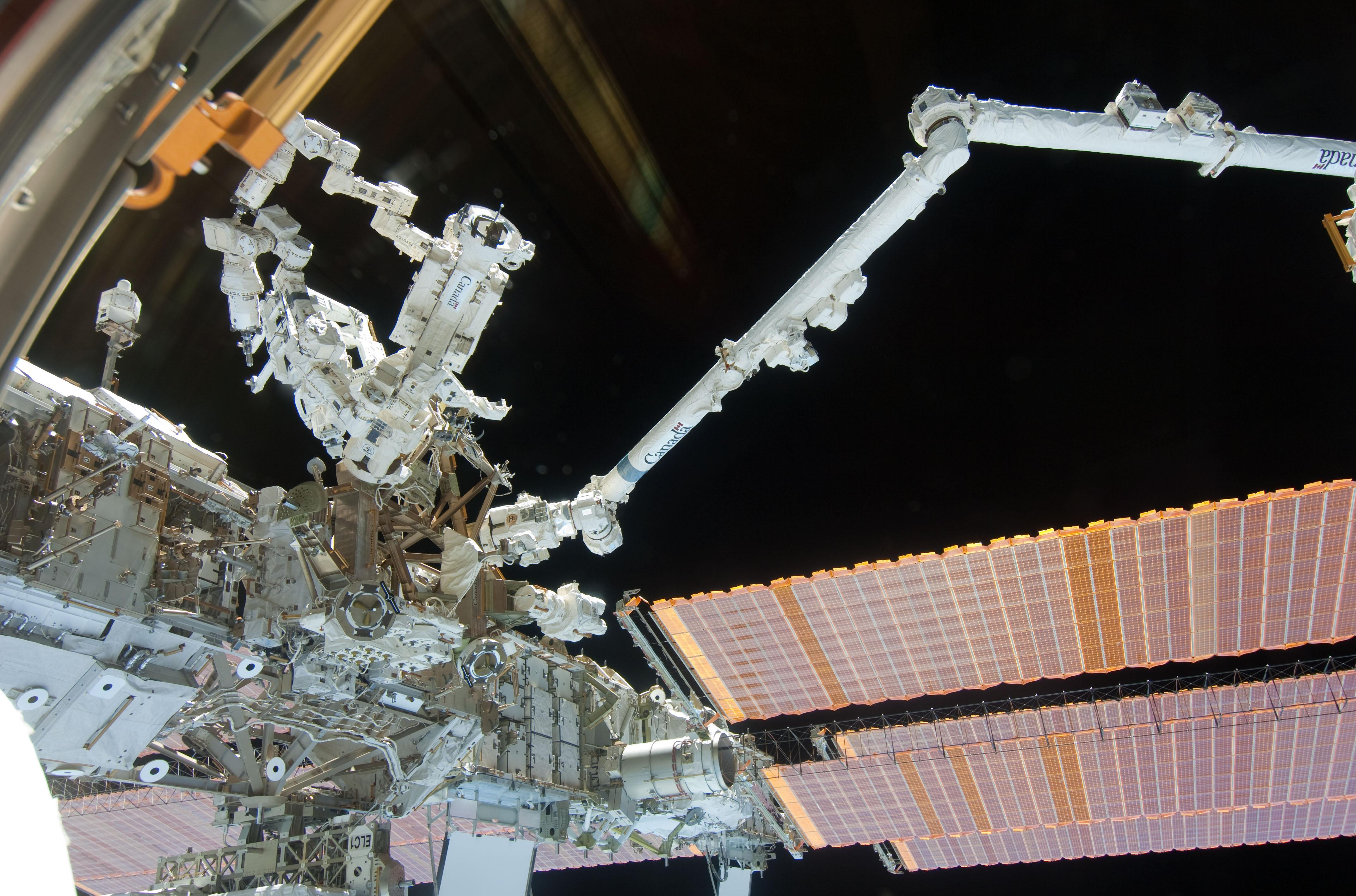
Una sezione della stazione spaziale fotografata da un astronauta della missione STS-132
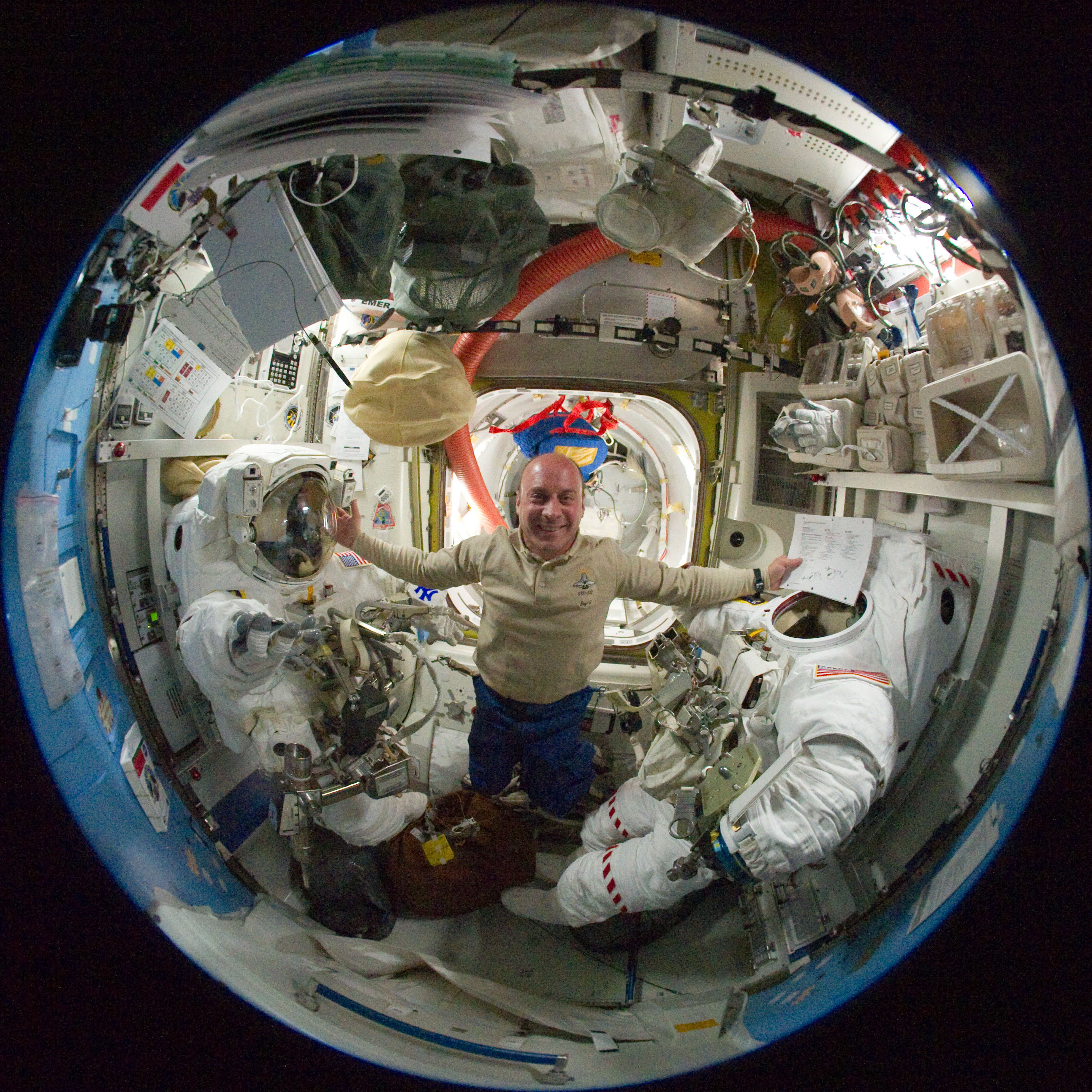
L'astronauta Garrett Reisman all'interno del Joint Airlock
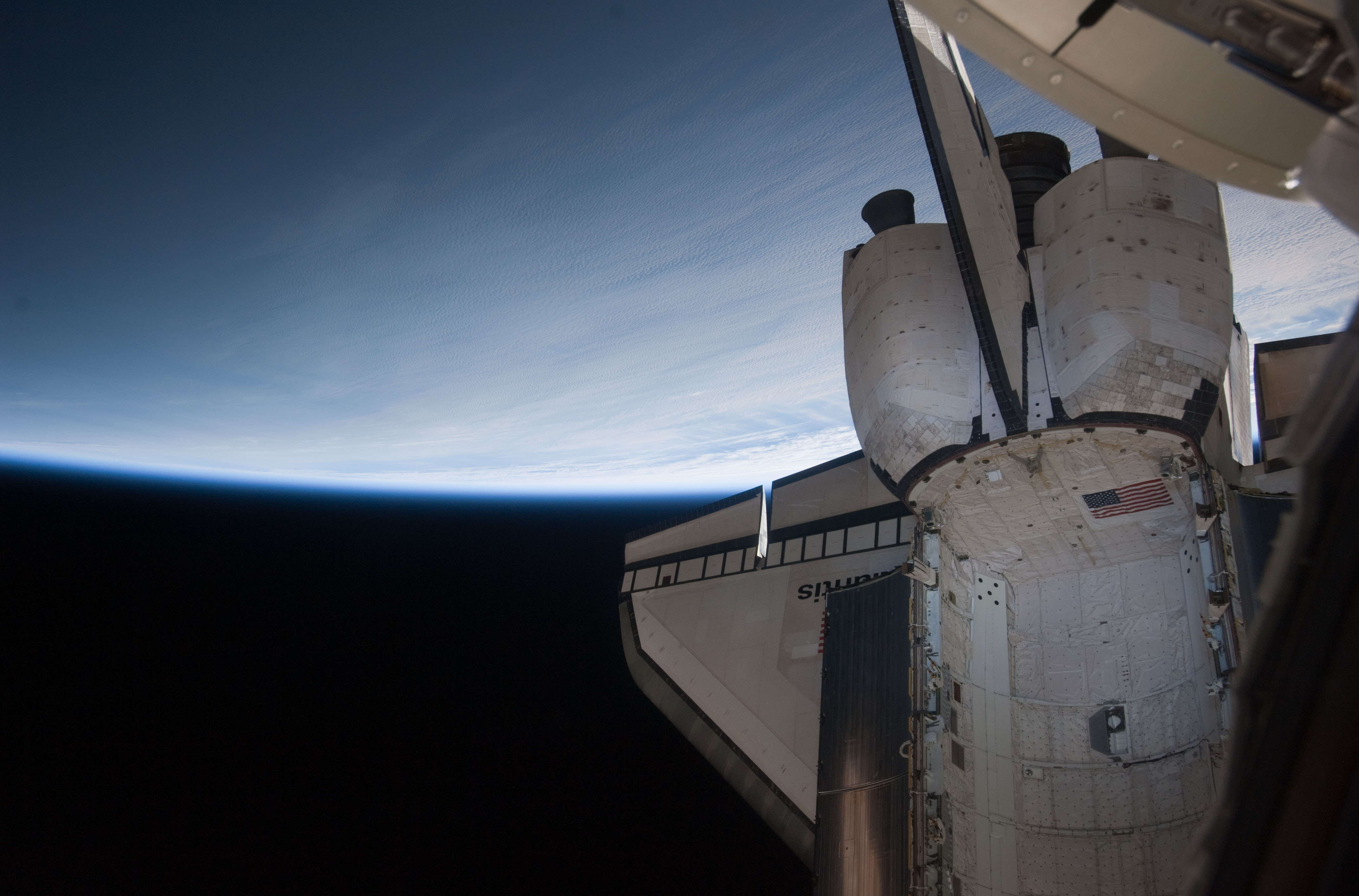
La sezione posteriore dell' Atlantis mentre è attraccato alla stazione spaziale

### Venerdì 21 maggio (8º giorno)
Gli astronauti Mike Good e Garret Reisman hanno completato la terza e ultima passeggiata spaziale della missione, sostituendo le ultime due batterie del segmento P6. Successivamente hanno recuperato un dispositivo di aggancio per essere installato sul Joint Airlock.
Il pilota Tony Antonelly ha coordinato le attività dall'interno della stazione, mentre Piers Sellers e Tracy Caldwell Dyson hanno manovrato il braccio robotico della stazione. Nel frattempo, il comandante Ken Ham e lo specialista di missione Steve Bown hanno continuato i trasferimenti di equipaggiamento dallo shuttle alla stazione.

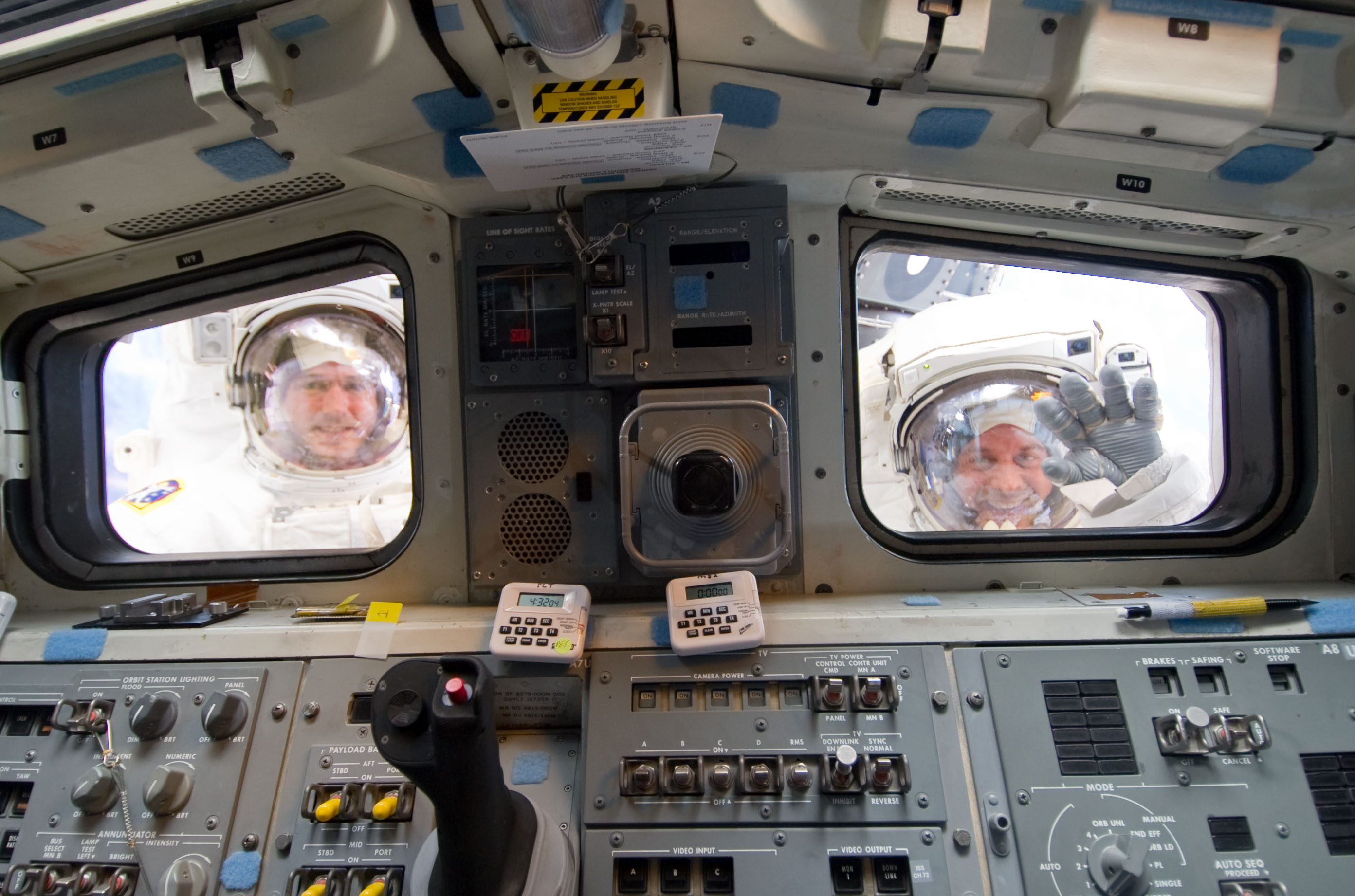
Good (a sinistra) e Reisman guardano attraverso i finestrini del ponte di volo dell'Atlantis durante la terza passeggiata spaziale
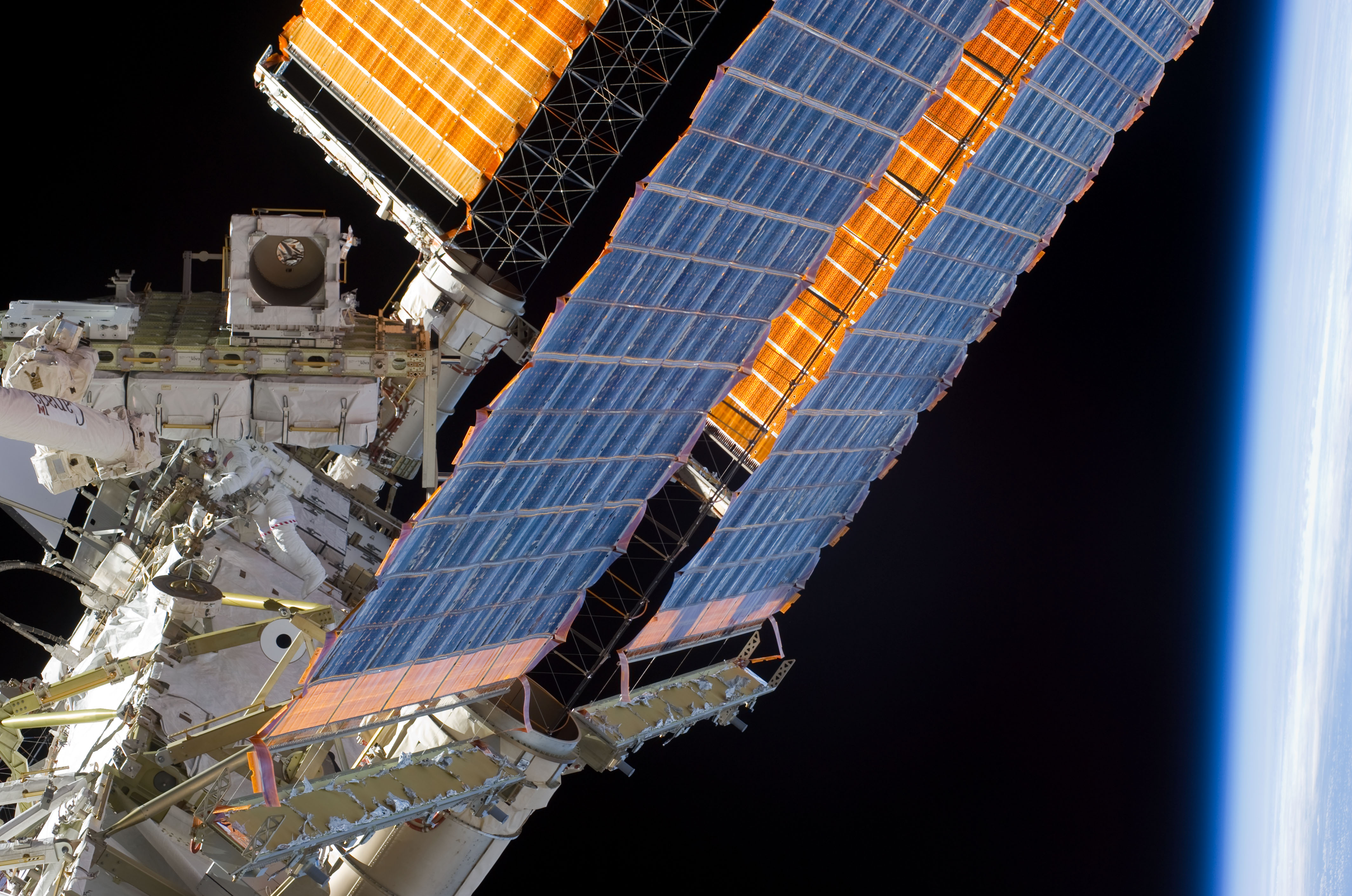
L'astronauta Good durante la terza passeggiata spaziale
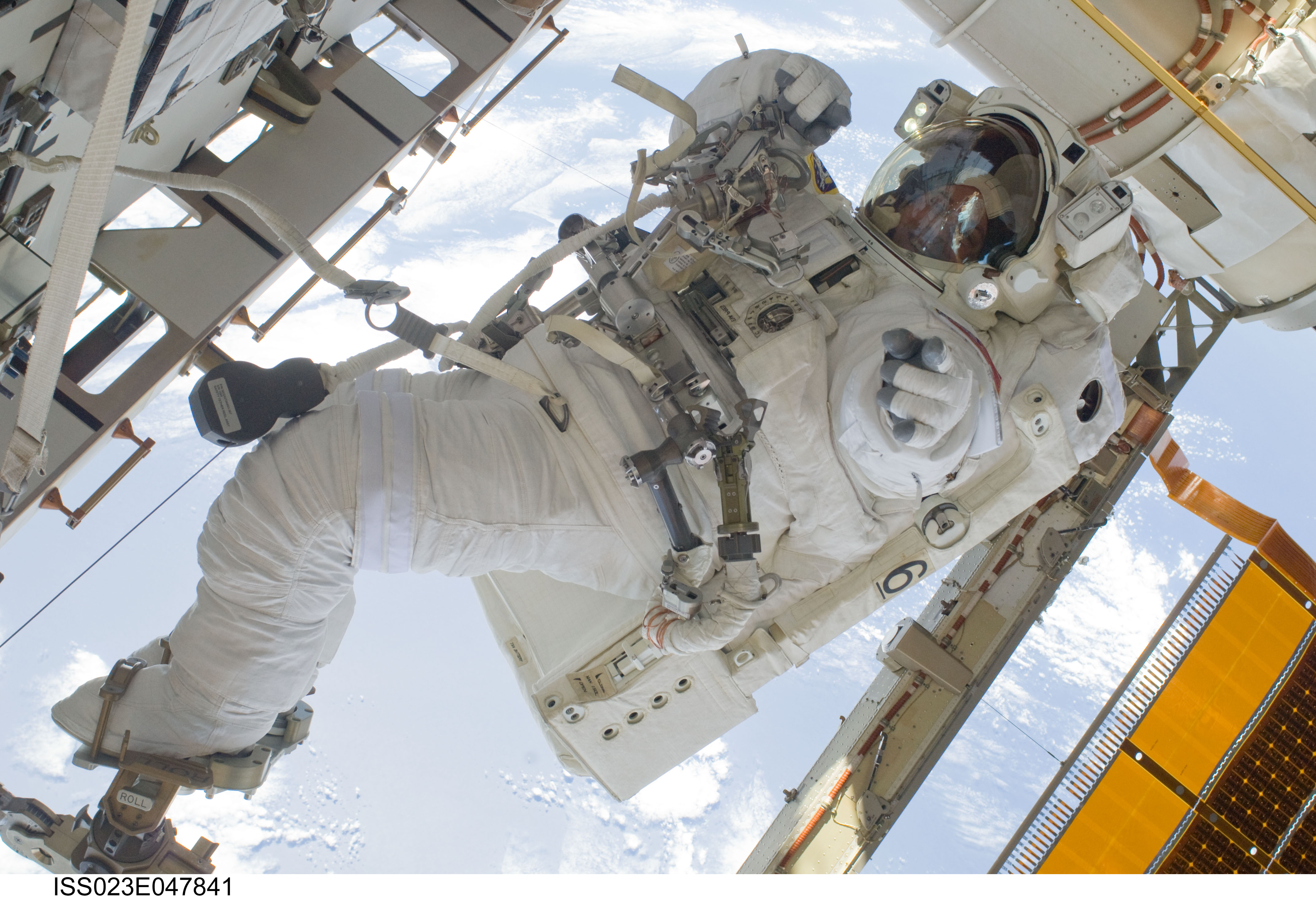
L'astronauta Reisman durante la terza passeggiata spaziale
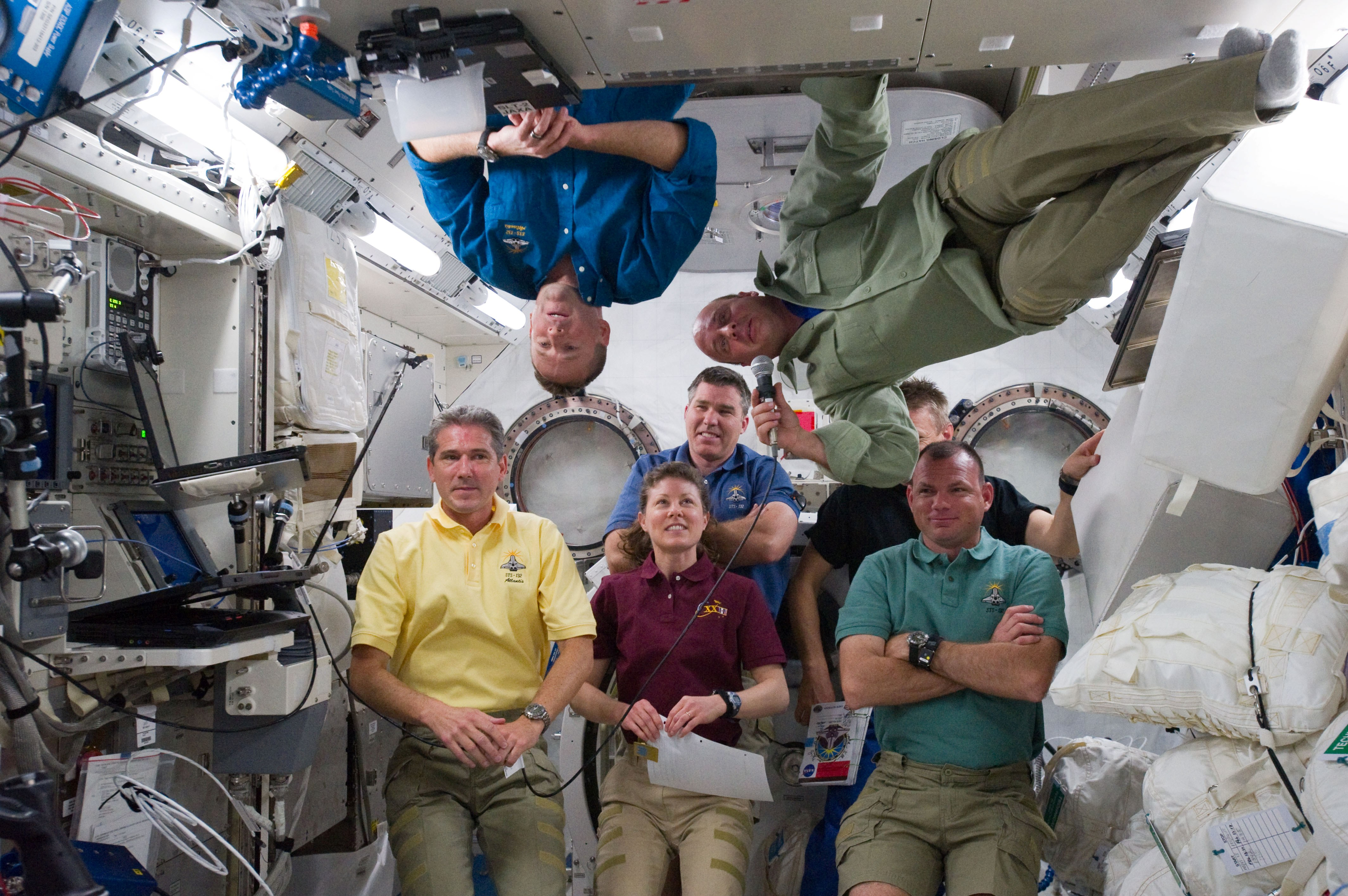
L'equipaggio della missione STS-132 e Tracy Caldwell-Dyson durante un evento didattico nella nona giornata di missione

### Sabato 22 maggio (9º giorno)

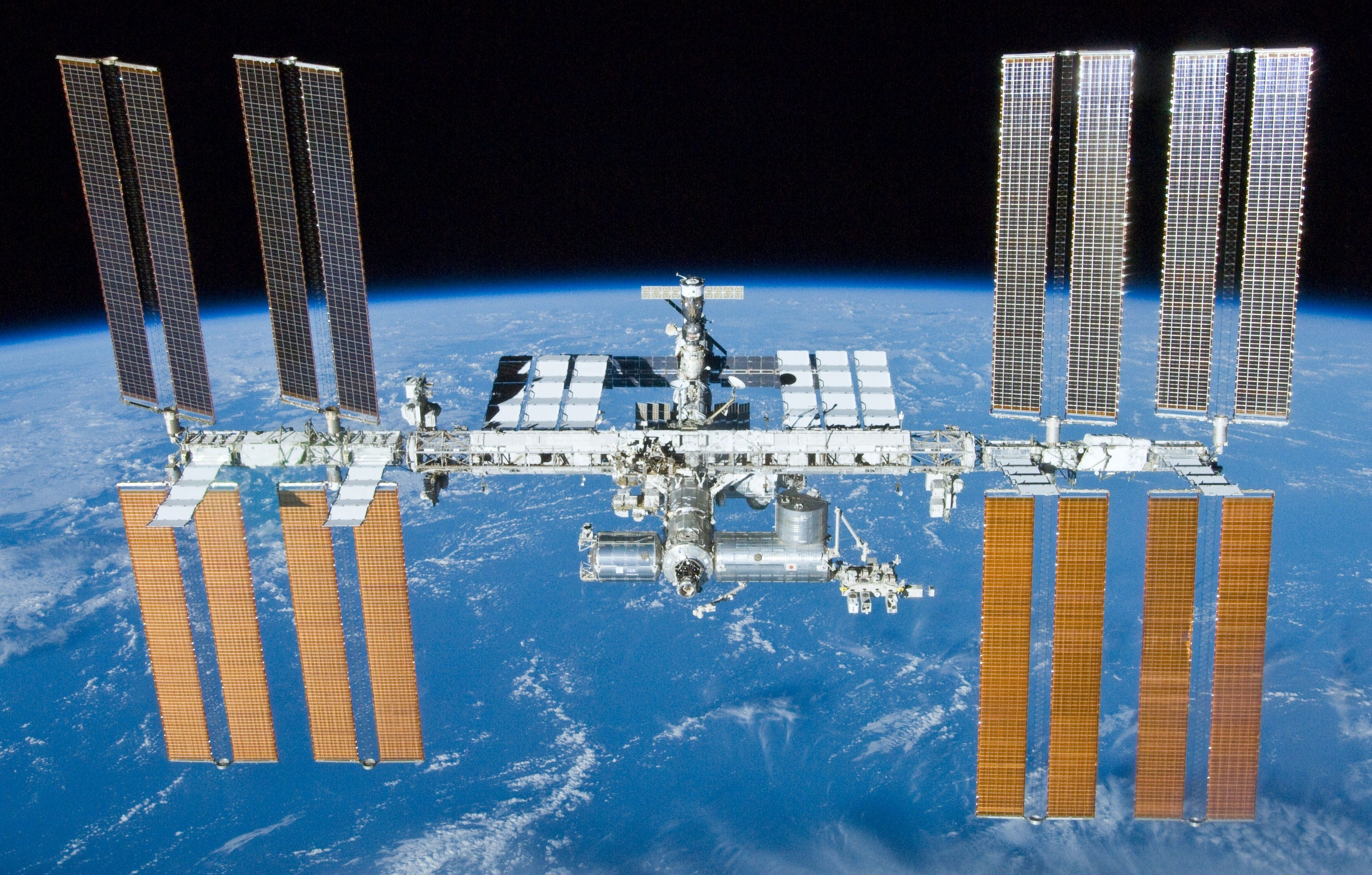
La stazione spaziale, ripresa dallo shuttle dopo lo sgancio

L'equipaggio dell'Atlantis ha avuto un periodo di riposo nel pomeriggio. Nella mattinata, tutto l'equipaggio ha partecipato ad attività di manutenzione e di trasferimento di materiali. L'ICC-VLD è stato riagganciato nella stiva di carico dell'Atlantis per essere riportato a Terra. Nel pomeriggio l'equipaggio ha risposto a domande poste da alunni di varie scuole elementari e medie statunitensi.

### Domenica 23 maggio (10º giorno)
Nel decimo giorno di missione, gli equipaggi hanno completato i trasferimenti di materiali ed esperimenti scientifici. In seguito hanno partecipato ad una conferenza stampa unificata. Dopo la consueta cerimonia di commiato, l'equipaggio della missione STS-132 è rientrato nell'Atlantis. Lo shuttle si è sganciato dalla stazione alle 15:22 UTC, dopo più di due ore dopo la chiusura dei portelli.
Lo shuttle, pilotato da Tony Antonelli, si è allontanato di 120 m dalla stazione e ha effettuato un giro attorno alla stazione, in modo che il resto dell'equipaggio potesse scattare delle foto. In seguito è stata effettuata la manovra di allontanamento dalla stazione.

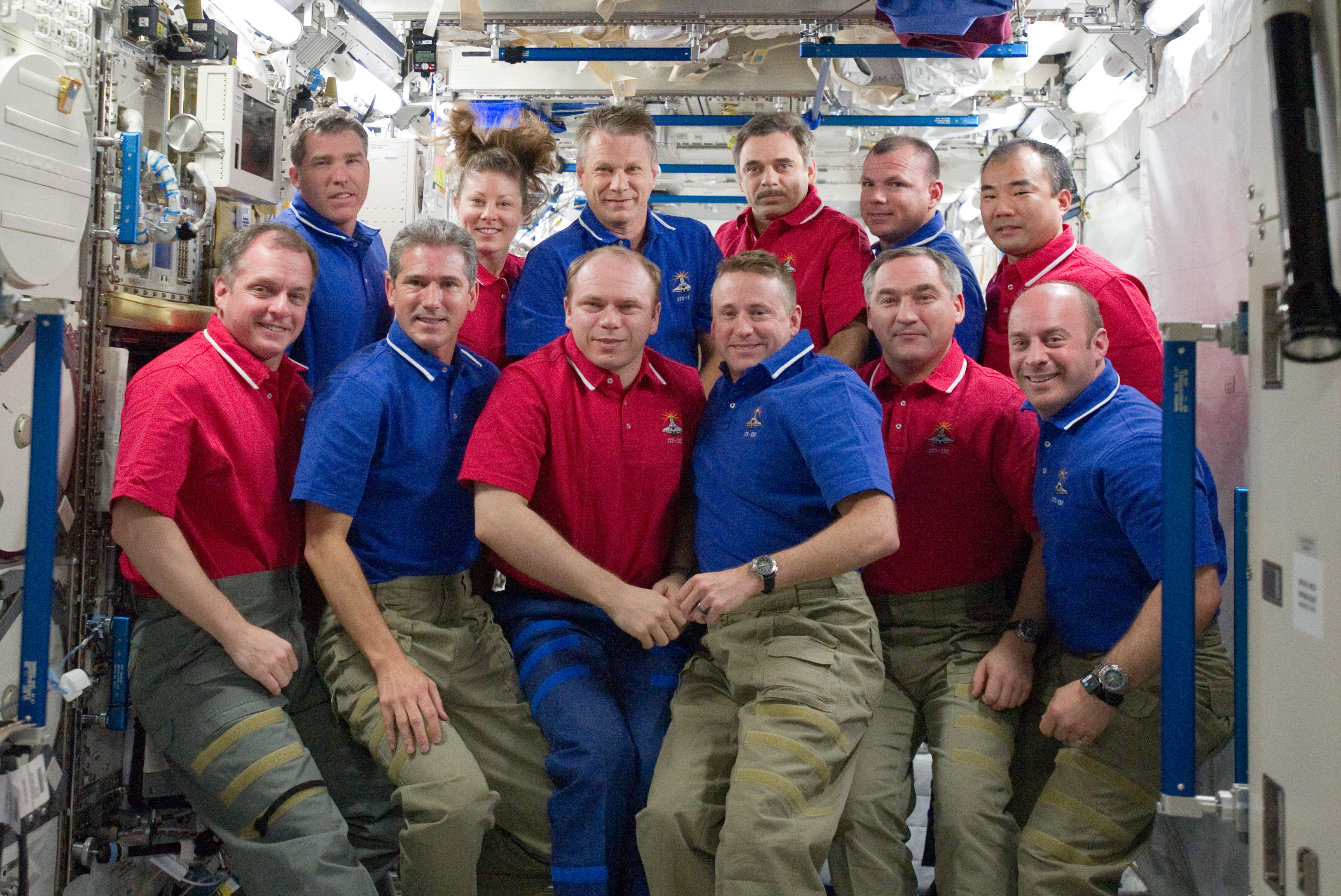
L'equipaggio della STS-132 (con maglie blu) e quello della Expedition 23 posano per una foto di gruppo
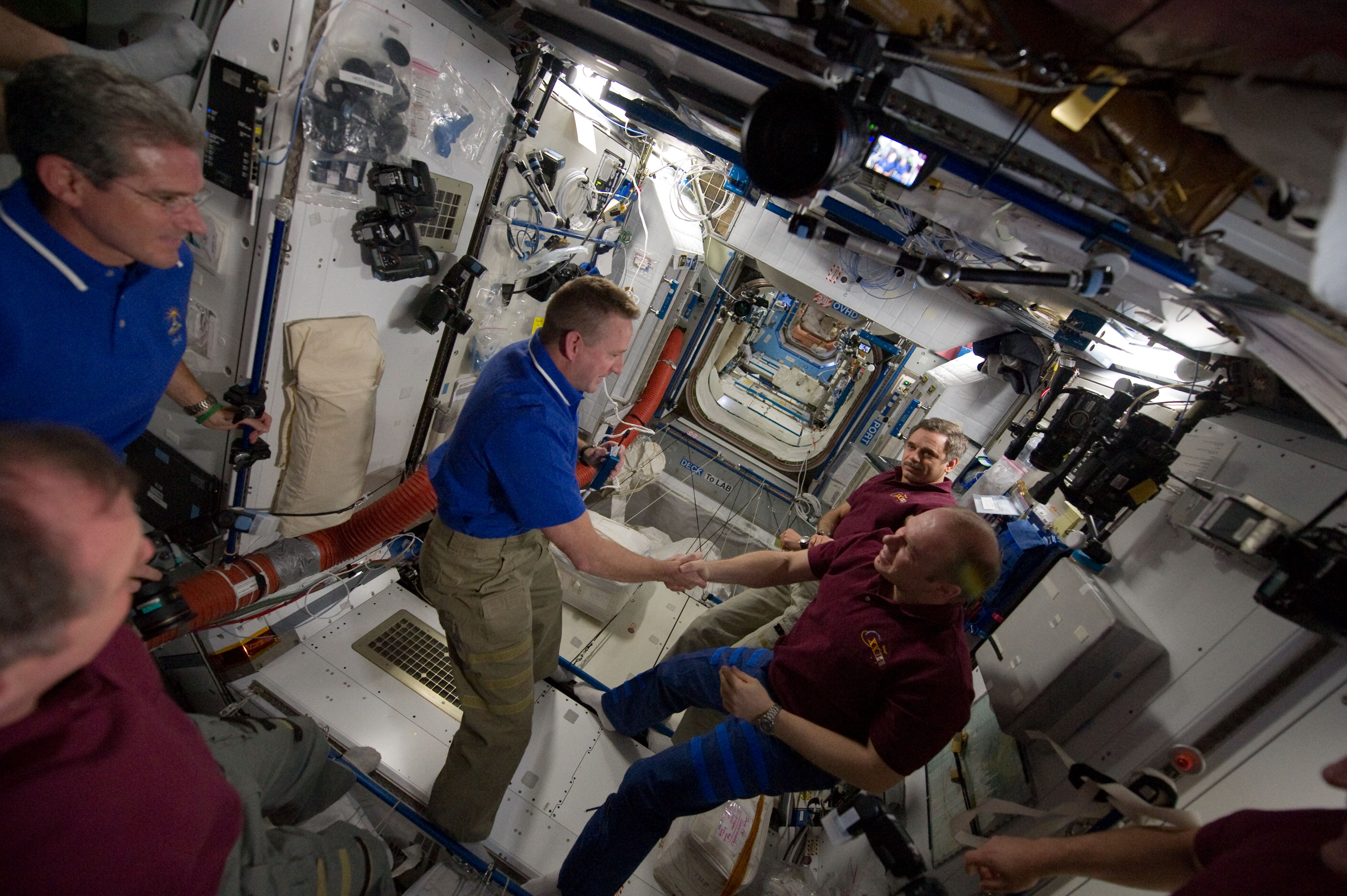
Ham e Kotov si stringono la mano durante la cerimonia di commiato
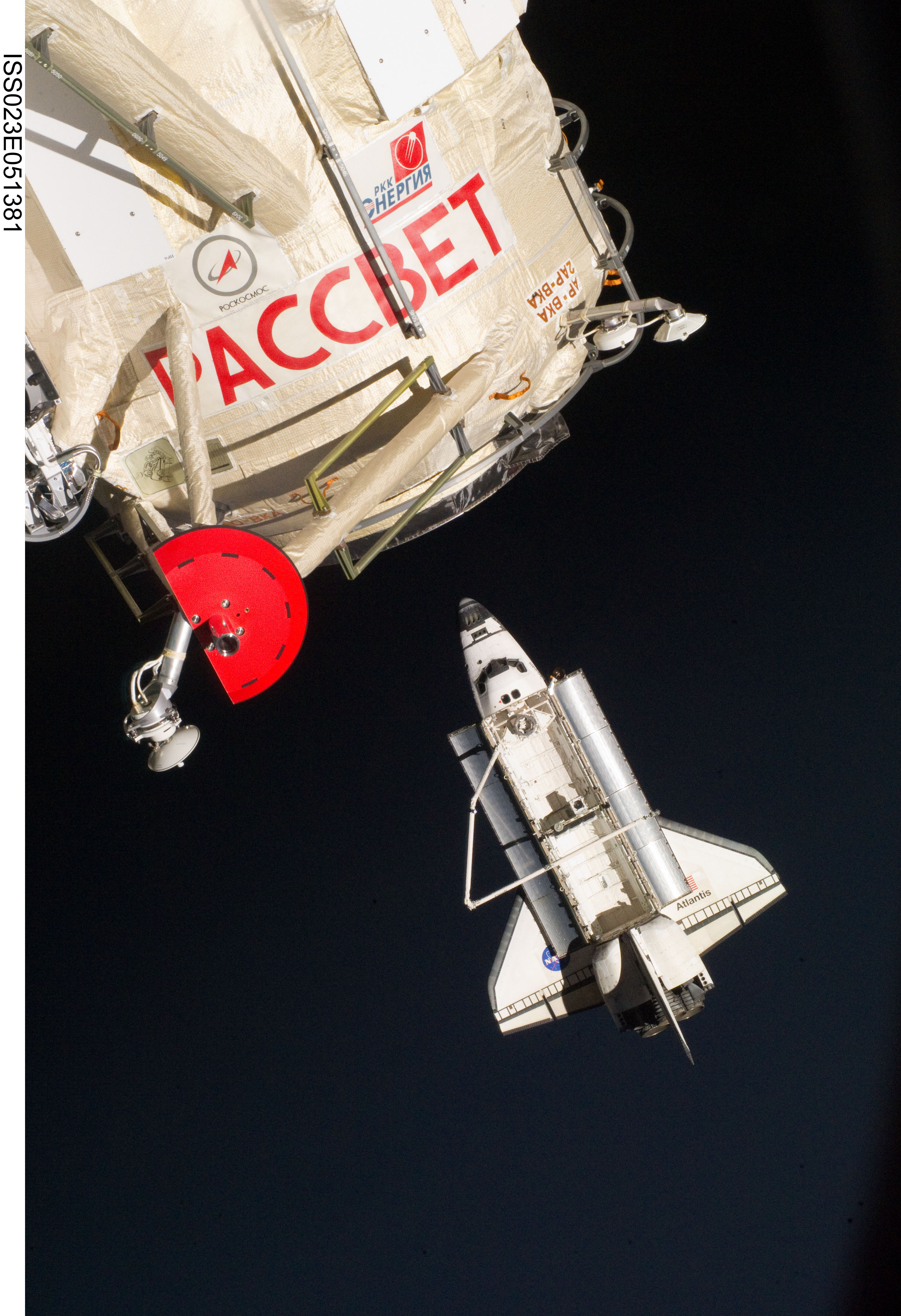
L'Atlantis si separa dalla stazione spaziale dopo lo sgancio
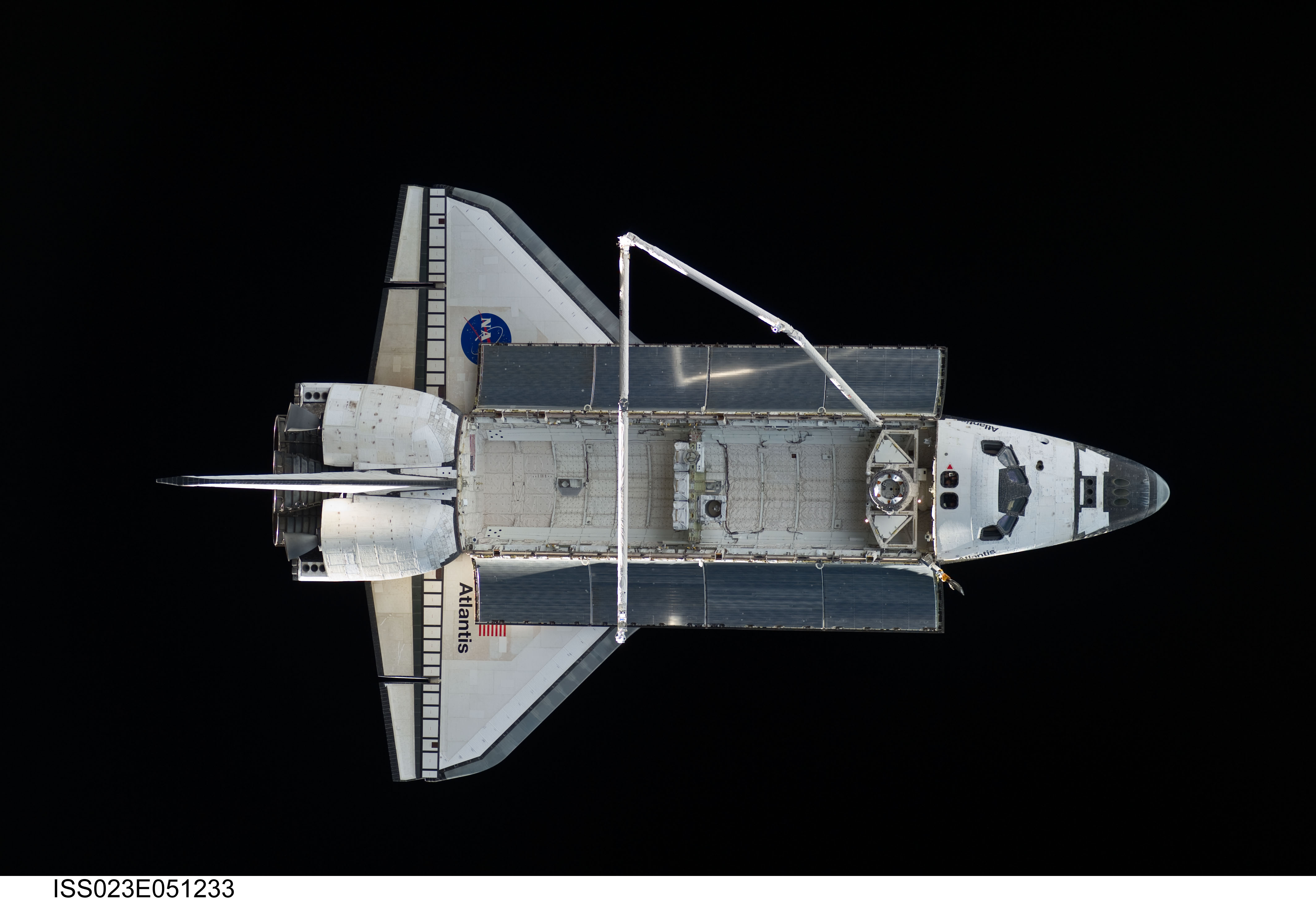
L'Atlantis in partenza, fotografato da un membro dell'equipaggio della stazione

### Lunedì 24 maggio (11º giorno)
Nella giornata, l'equipaggio dell'Atlantis ha effettuato l'ispezione del bordo anteriore delle ali e della parte anteriore dello shuttle, attraverso l'OBSS e il braccio robotico dello shuttle. Durante l'ispezione, altri membri dell'equipaggio hanno stivato strumenti e materiali che non erano più necessari. L'ultima parte della giornata è stata dedicata al tempo libero.

### Martedì 25 maggio (12º giorno)
La giornata è stata dedicata ai preparativi per l'atterraggio. Il comandante Ham, il pilota Antonelli e lo specialista di missione Good hanno eseguito test del Flight Control System e il propulsori di manovra dello shuttle.
Successivamente, l'equipaggio è stato intervistato da giornalisti appartenenti a varie emittenti radiotelevisive.

### Mercoledì 26 maggio (13º giorno)

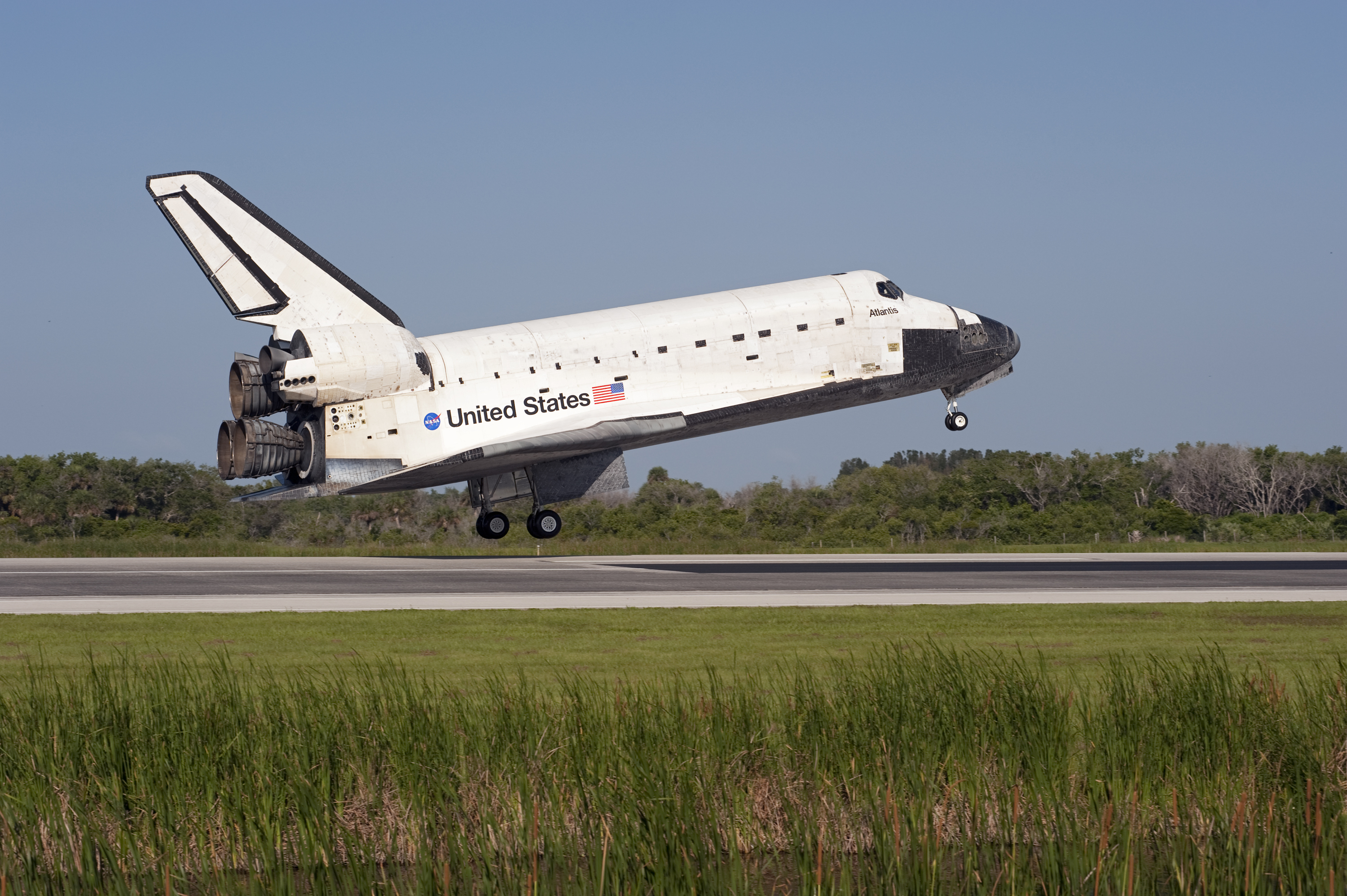
Atterraggio dello Space Shuttle Atlantis il 26 maggio 2010, alla Shuttle Landing Facility del Kennedy Space Center

Alle 07:40 UTC sono iniziati i preparativi per l'uscita dall'orbita, e alle 09:01 UTC sono stati chiusi i portelloni della stiva di carico. L'accensione dei propulsori per l'uscita dall'orbita è iniziata alle 11:42 UTC, ed è terminata 3 minuti più tardi. Alle 12:16 UTC, l'Atlantis ha iniziato l'ingresso atmosferico, ad una altezza di 120 km e ad una velocità di Mach 25. Alle 12:23 UTC lo shuttle ha iniziato una serie di virate a S, per diminuire la velocità. Sei minuti più tardi si trovava a 64 km di altezza e a 3 200 km dalla pista del Kennedy Space Center, viaggiando a Mach 22. Alle 12:34 la navetta ha oltrepassato il punto del rientro atmosferico dove viene generato maggior calore, resistendo ad una temperatura di 1 590 °C.
L'Atlantis ha toccato terra sulla pista 33 della Shuttle Landing Facility del Kennedy Space Center alle 12:48:11 UTC, arrestandosi alle 12:49:18.

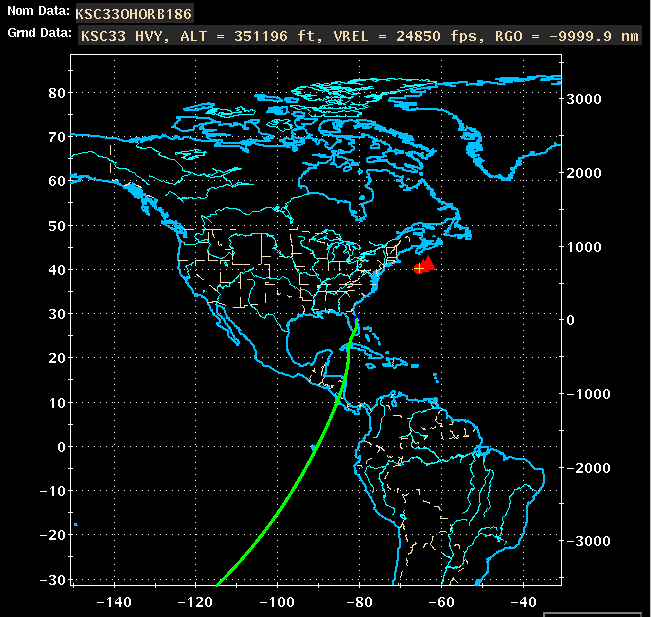
Traiettoria di rientro
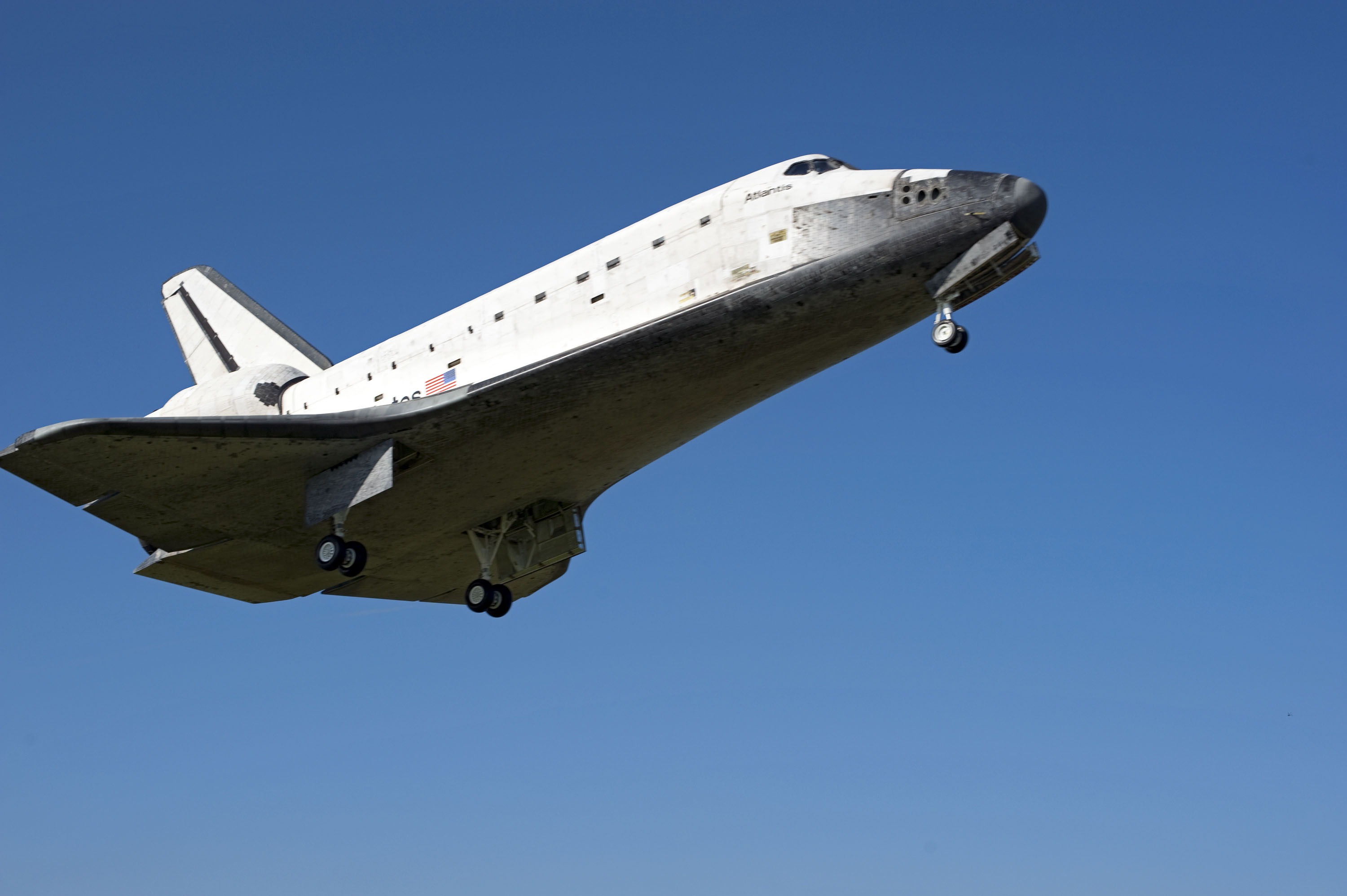
L'Atlantis in avvicinamento alla pista 33
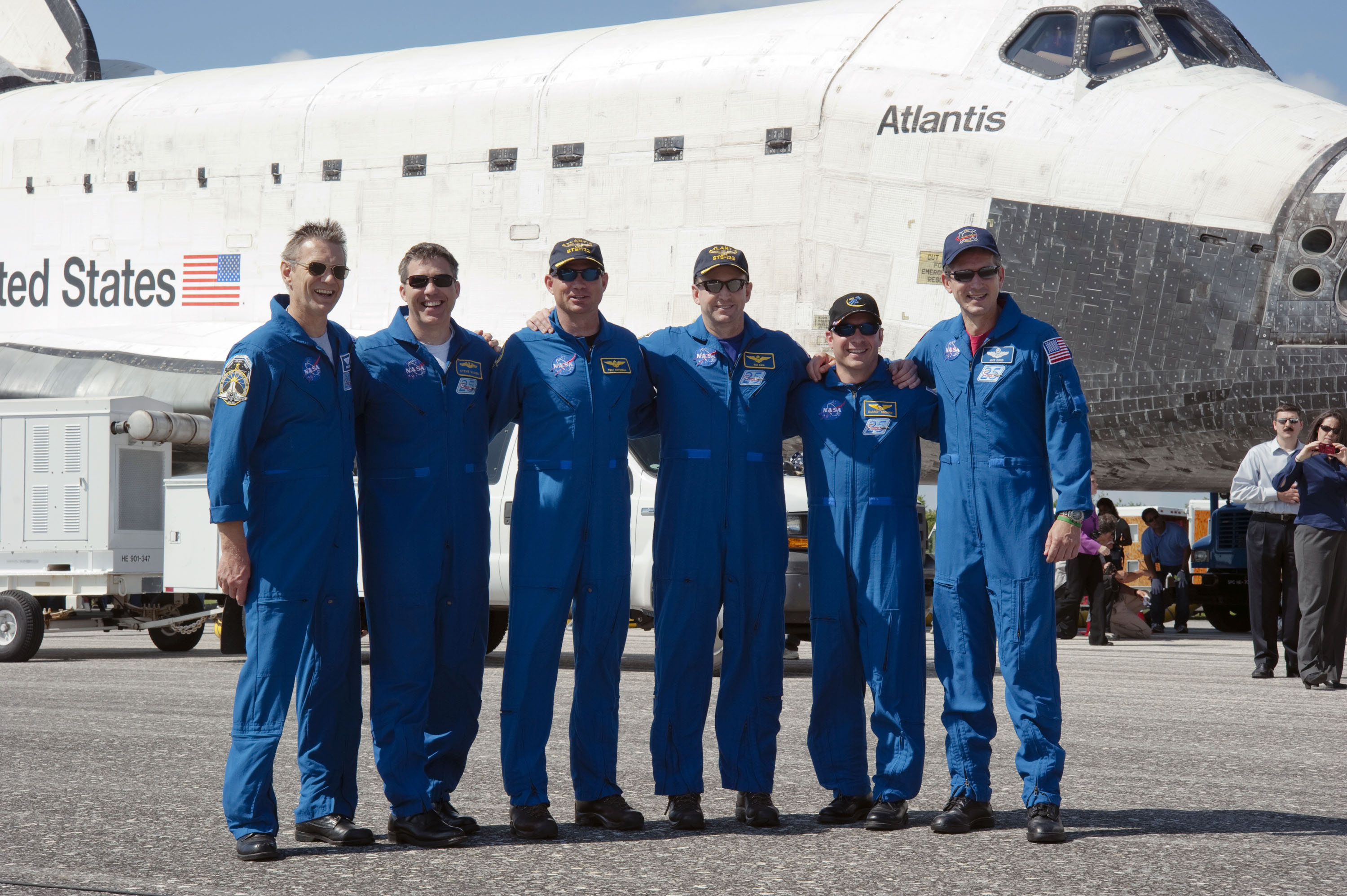
L'equipaggio appena uscito dallo Shuttle si mette in posa per una foto di gruppo
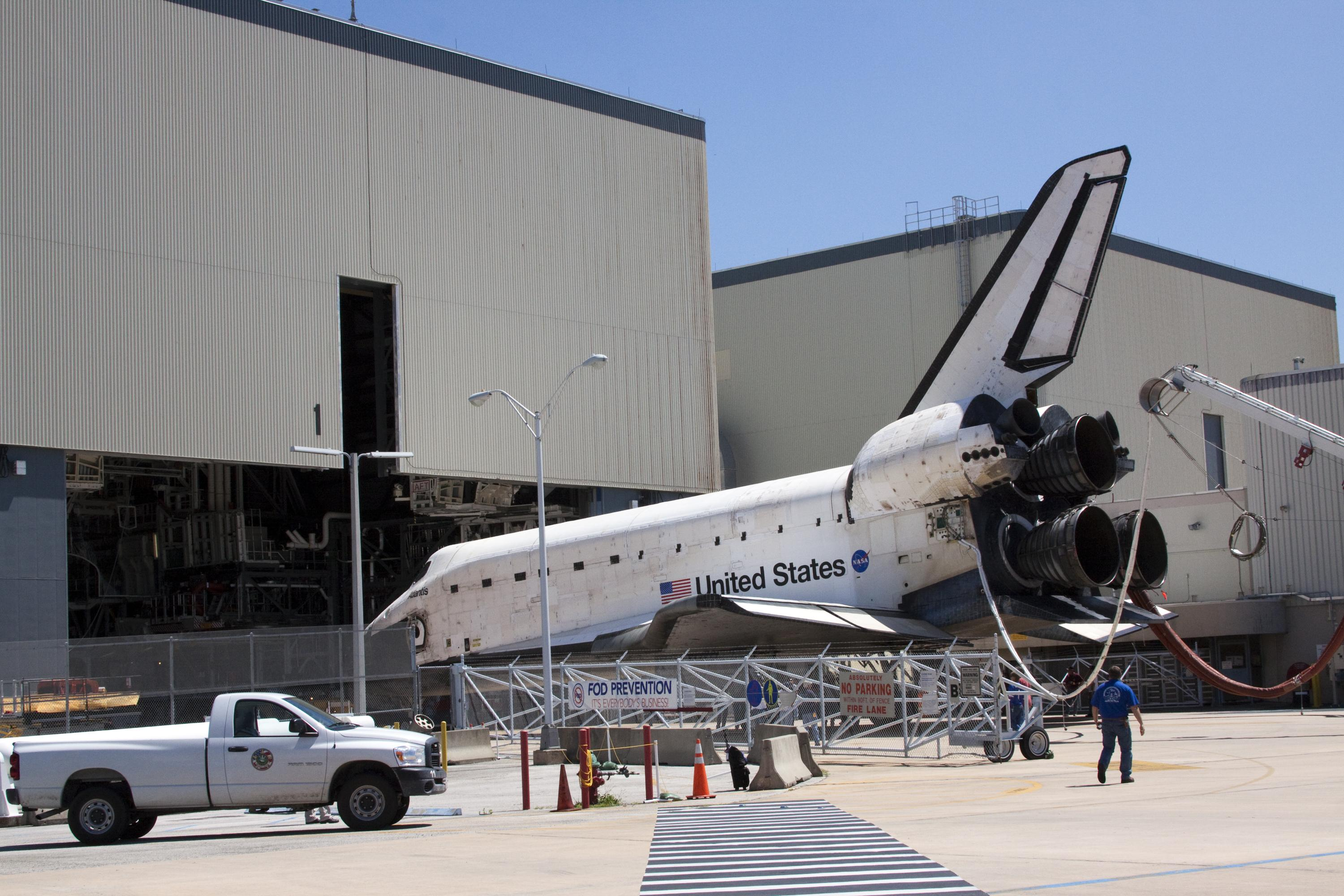
L'Atlantis viene riportato nella Orbiter Processing Facility 1

### Attività extraveicolari
|       | Astronauta                    | Inizio          | Fine            | Durata          | Missione |
| ----- | ----------------------------- | --------------- | --------------- | --------------- | --- |
| EVA 1 | Garrett Reisman Stephen Bowen | 17 maggio 11:54 | 17 maggio 19:19 | 7 ore 25 minuti | Reisman e Bowen hanno installato una antenna in banda Ku di riserva sull'intelaiatura della stazione spaziale. Successivamente hanno installato una nuova piattaforma per lo Special Purpose Dexterous Manipulator e preparato le batterie per la loro sostituzione nelle successive due passeggiate spaziali                         |
| EVA 2 | Stephen Bowen Michael Good    | 19 maggio 10:38 | 19 maggio 17:47 | 7 ore 9 minuti  | Bowen e Good hanno sostituito quattro batterie su sei del segmento P6. Le batterie sostituite sono state posizionate sull'Atlantis per essere riportate sulla Terra. È stato risolto il problema del cavo aggrovigliato sull'Orbiter Boom Sensor System dello shuttle ed è stata completata l'installazione della antenna di riserva. |
| EVA 3 | Good Reisman                  | 21 maggio 10:27 | 21 maggio 17:13 | 6 ore 46 minuti | Good e Reisman hanno sostituito le ultime due batterie del segmento P6, e hanno fatto attività di manutenzione. |

## Risveglio
Come tradizione per tutti i voli NASA a partire dal programma Gemini, per ogni giorno di missione, l'equipaggio della STS-132 ha ascoltato un particolare brano musicale scelto da un astronauta, che per lui ha un particolare significato.
- Giorno 2: You're My Home di Billy Joel, per Kenneth Ham. WAV MP3
- Giorno 3: Sweet Home Alabama dei Lynyrd Skynyrd per Dominic A. "Tony" Antonelli. WAV, MP3
- Giorno 4: Alive Again di Matt Maher per Michael T. Good. WAV MP3
- Giorno 5: MAcho Man dei Village People per Garrett Reisman. WAV MP3
- Giorno 6: Start Me Up dei The Rolling Stones per Piers Sellers. WAV MP3
- Giorno 7: My Aim Is True di Elvis Costello per Steve Bowen. WAV MP3
- Giorno 8: Travelin' Light di JJ Cale per Piers Sellers. WAV MP3
- Giorno 9: Shine di Matt Redman per Michael T. Good. WAV MP3
- Giorno 10: These Are Days dei 10,000 Maniacs per Dominic A. "Tony" Antonelli. WAV MP3
- Giorno 11: Wallace and Gromit di Julian Nott per Steve Bowen. WAV MP3
- Giorno 12: Empire State of Mind di Jay-Z per Garrett Reisman. WAV MP3
- Giorno 13: Supermassive Black Hole dei Muse per Kenneth Ham. WAV MP3